# Varia di Palmi
La Varia di Palmi è una festa popolare che si svolge a Palmi, in onore di Maria Santissima della Sacra Lettera, patrona e protettrice della città, l'ultima domenica di agosto con cadenza pluriennale. 
L'evento è la festa principale della regione, nel 2014 ritenuta "festa della Calabria".
Nel 2013 è stata inclusa nella Lista rappresentativa del patrimonio culturale immateriale dell'umanità nell'ambito della Convenzione per la salvaguardia del patrimonio culturale immateriale dell'UNESCO insieme alla Macchina di Santa Rosa di Viterbo, alla Festa dei Gigli di Nola e alla Discesa dei Candelieri di Sassari, riunite nella Rete delle grandi macchine a spalla italiane.
La Varia è un enorme carro che rappresenta l'universo e l'assunzione in cielo della Vergine Maria., di altezza pari a 16 metri, trasportato a spalla da 200 Mbuttaturi (portatori), sul quale trovano posto dei figuranti, quali la Madonna, il Padreterno, gli Apostoli e gli angeli.
Il giorno che precede il trasporto trionfale della Varia, per le vie cittadine, vengono portati in processione il quadro di Maria Santissima della Sacra Lettera e il reliquiario del Sacro Capello.
Dal 1900 ad oggi la Varia ha ottenuto diversi riconoscimenti tra i quali la copertina di un numero de La Domenica del Corriere, l'emissione di un francobollo prodotto dall'Istituto Poligrafico e Zecca dello Stato e l'abbinamento a una lotteria nazionale.

## Storia della Varia

### La nascita del culto a Palmi verso della Madonna della Sacra Lettera
Nel giugno del 1575 scoppiò a Messina un'epidemia di peste, portata da Levante, che in circa trent'anni procurò la morte a oltre 40.000 persone. Il contagio si propagò dopo la battaglia di Lepanto (7 ottobre 1571) ed in breve tempo giunse anche a Reggio Calabria e nelle altre coste della Calabria, tra le quali Palmi (anche se in modo minore), i cui abitanti, in particolare, accolsero quanti fuggirono dalla città peloritana, mandando loro, tramite i propri marinai, aiuti e generi di vitto, tra il quale olio.
Superata la calamità, la città di Messina, con delibera del Senato cittadino, volle donare alle autorità ecclesiali di Palmi, in segno di ringraziamento per gli aiuti prestati, uno dei capelli (secondo la tradizione) della Madonna, giunti nella città siciliana nel 42 d.C. unitamente ad una lettera di benedizione e di protezione da parte della madre di Cristo.. 
Nel 1582 il vascello di Giuseppe Tigano portò, accompagnato da una moltitudine di barche «vestite a festa», da Messina alla Marina di Palmi un reliquiario contenente il Sacro Capello della Vergine. . 
Fu così che il popolo palmese iniziò a venerare la Madonna appellata col titolo "della Sacra Lettera" e si adottò la sua effigie nera racchiusa in un manto d'argento a somiglianza di quella venerata nella città peloritana. In suo onore furono innalzate cappelle ed altari e, nella ricorrenza dell'assunzione, vennero tributate solenni processioni con grandi festeggiamenti, alla cui spesa concorreva tutto il popolo pagando un balzello imposto dall'Universitas cittadina sull'acquisto della carne. Inoltre, sul modello di Messina, si realizzò un enorme carro votivo rappresentante l'Assunzione di Maria. Tale carro fu introdotto da un certo "Mastro Jacopo".

### La Varia antica
Il termine Varia è la traduzione dialettale della parola "bara", in quanto la base in legno del carro sacro ('u Cippu) rappresenta appunto una bara nella quale giace il corpo della Madonna e, da essa, si eleva la Madre di Cristo per essere assunta in cielo in anima e in corpo.

Francobollo dedicato emesso nel 1997

Nel XVII secolo Giovanni Fiore da Cropani, nella sua opera denominata "Della Calabria illustrata", così descriveva l'evento:
Nel 1730 il vescovo di Oppido Mamertina mons. Giuseppe Maria Perrimezzi riportò:
La Sacra Congregazione dei Riti, con decreto del 12 settembre 1733, elesse la Madonna della Sacra Lettera quale patrona principale della città, fissandone l'Ufficio Divino e la Santa messa nell'ultima domenica di agosto. Ercole Michele Ajerbi d'Aragona, vescovo di Mileto, il 22 marzo 1734 concesse 40 giorni d'indulgenza a tutti i sacerdoti di Palmi che, dopo le recita dell'Ufficio Divino, avessero letto devotamente la Sacra Lettera di Maria al popolo. Papa Pio VI, in data 26 gennaio 1776, concesse l'indulgenza plenaria.
Nell'anno 1747, secondo i dati del catasto onciario cittadino, l'Universitas di Palmi previde nel proprio bilancio la spesa di 100 ducati per «la festa della Sagra Lettera e Protettrice per tre volte l'anno, cioè ai 3 di giugno, 11 gennaro ed ultima domenica di agosto».
Nel 1858 lo storico palmese Domenico Guardata fu così che descrisse la festa:
Nel XIX secolo il comitato festeggiamenti delle feste patronali veniva nominato, dalla giunta comunale, immediatamente dopo l'ultima celebrazione. Il comitato era composto da due procuratori, uno per le festa della Sacra Lettera ed uno per quella dell'Assunta. La Varia antica veniva trasportata sulle spalle degli "mbuttaturi" che percorrevano il corso principale, in terra battuta, al suono di una caratteristica marcetta composta dal maestro Rosario Jonata. Giunto il carro al centro della piazza San Ferdinando, esso veniva fatto girare per tre volte intorno alla Fontana della Palma per poi concludere il tragitto davanti alla chiesa madre in piazza Maria Cristina.
Nel 1872 il trasporto della Varia fu soppresso in seguito al fatto che, nelle ultime edizioni, erano avvenuti alcuni incidenti. La giunta municipale, con verbale n. 2 del 3 luglio 1871, soppresse il trasporto e confermò la scelta con l'atto n. 24 del 3 febbraio 1872, con il quale fu decisa la vendita del ferro e degli altri materiali componenti la Varia. Anche dopo l'abolizione del trasporto della Varia, venne comunque festeggiata annualmente la Madonna della Sacra Lettera con luminarie, fuochi d'artificio e con la processione del Sacro Capello.

### La Varia meccanica

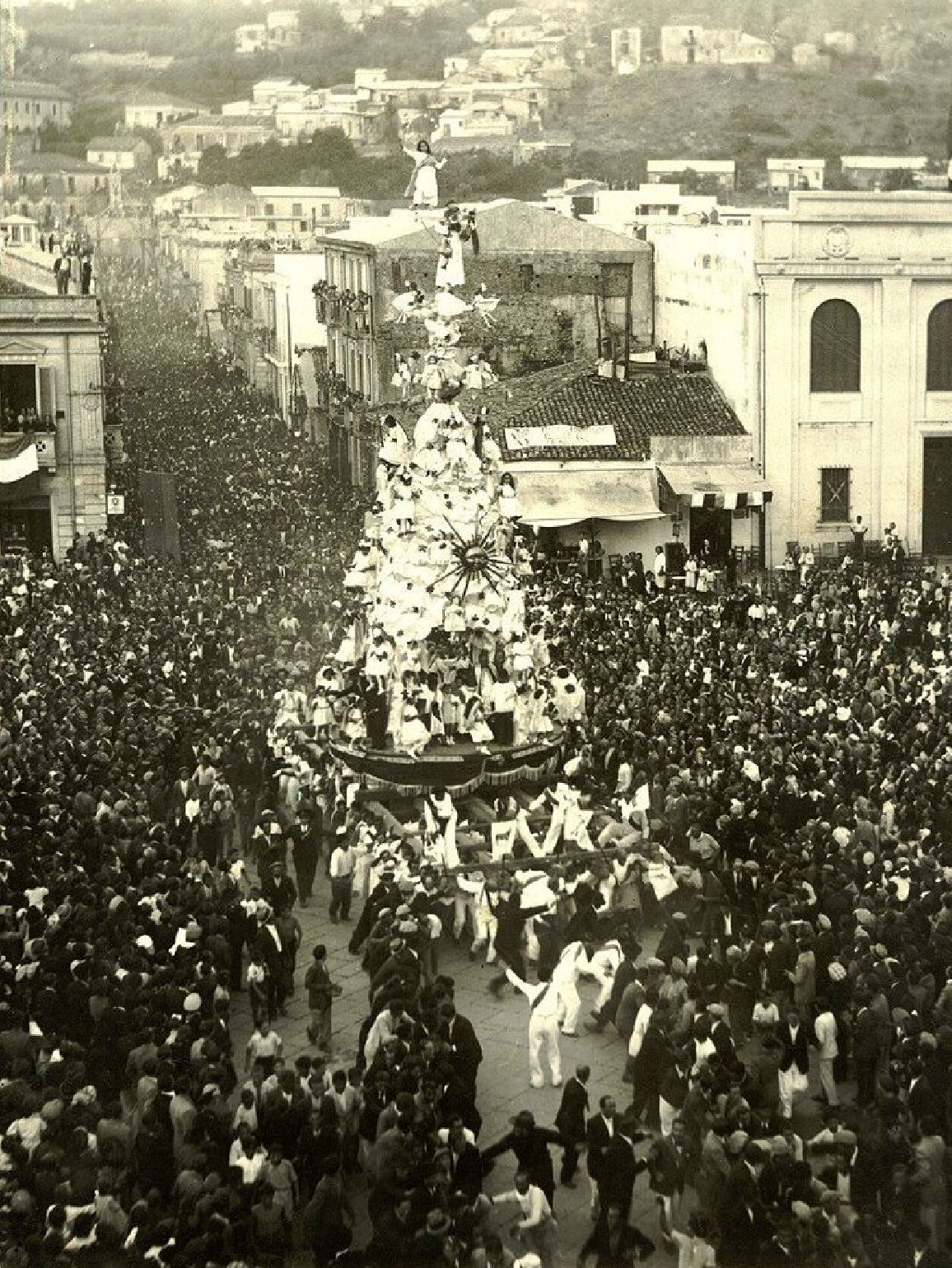
Trasporto della Varia del 1938

Nel 1900, dopo quasi 30 anni dalla sospensione, Palmi riprese la tradizionale manifestazione della Varia, grazie a Giuseppe Militano che ideò una "Varia Meccanica", simile a quella antica, che riusciva però a camminare senza le ruote poiché non veniva più trasportata sulle spalle dei portatori, ma fatta scivolare a spinta sulle lastre di granito del corso Giuseppe Garibaldi, mediante quattro pattini di ferro fissati sotto la base della struttura. Il percorso del trasporto cambiò, data la demolizione della Fontana della Palma posta al centro della piazza Vittorio Emanuele e lo spostamento della chiesa Madre. Pertanto il trasporto avvenne solamente lungo il tracciato del corso Giuseppe Garibaldi.

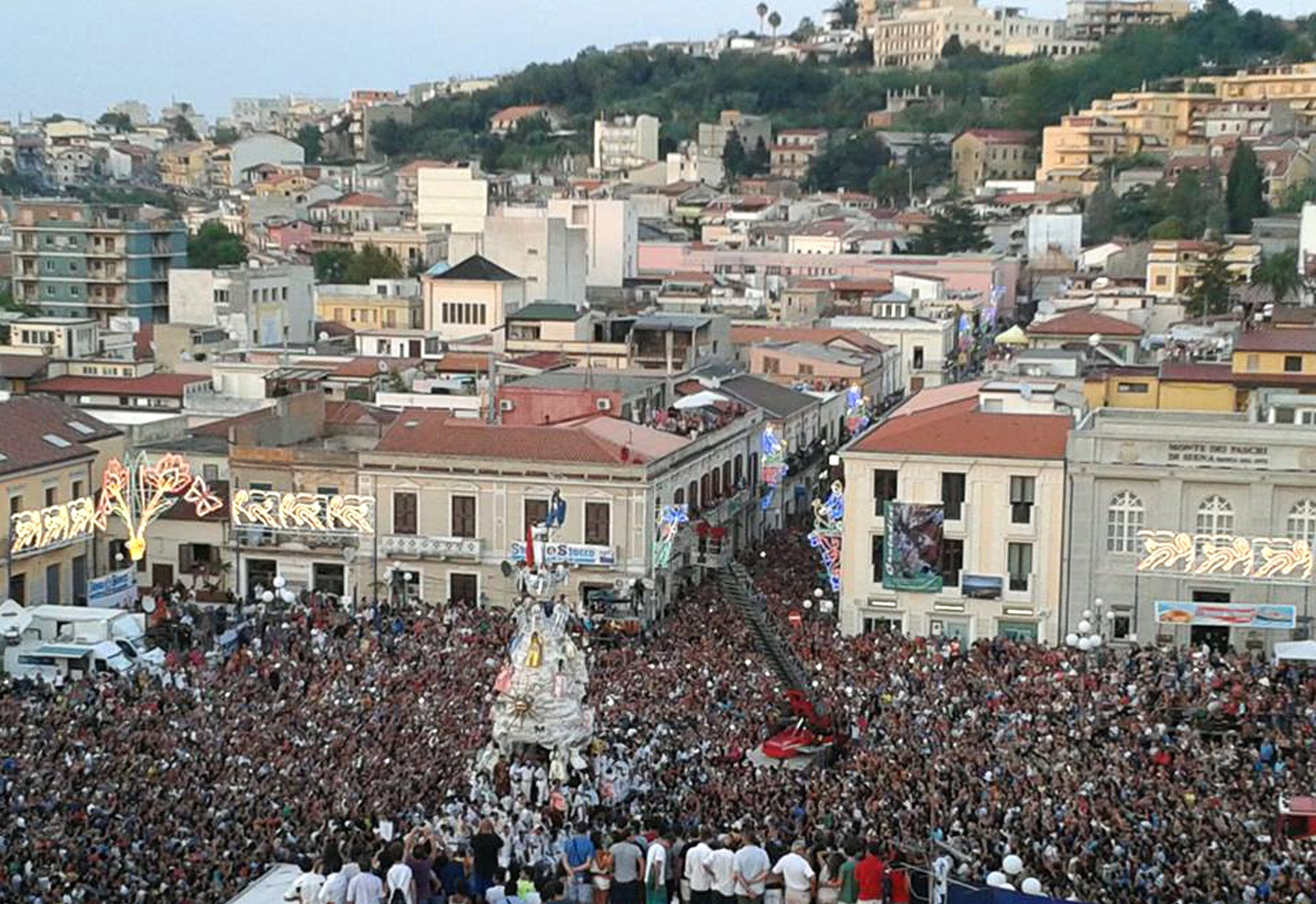
La Varia del 2013 all'arrivo in piazza I Maggio.

La festa della "nuova" Varia di Palmi venne quindi celebrata in tutti gli anni compresi tra il 1900 e l'agosto del 1908, subendo un'interruzione di sei anni dopo il terremoto del 28 dicembre 1908, che distrusse la città. Alla ripresa della festa, avvenuta nel 1914 in piena ricostruzione cittadina, fece seguito un'altra interruzione di cinque anni nel periodo della prima guerra mondiale. Nel primo dopoguerra la festa venne quindi celebrata per tre anni consecutivi (1919, 1920, 1921), per essere poi svolta per tre edizioni durante il periodo fascista (1925, 1938, 1939). Un'ulteriore interruzione di nove anni avvenne in concomitanza della Seconda Guerra Mondiale. Nel secondo dopoguerra la festa della Varia venne celebrata comunque senza una cadenza fissa né frequente (1948, 1957, 1965, 1967), subendo un'interruzione di venti anni, nel periodo che va dall'edizione del 1967 a quella del 1987. Sul finire del XX secolo, e agli inizi del XXI secolo, la Varia venne celebrata lo stesso senza una cadenza fissa stabilita, ma comunque con interruzioni temporali di minore durata (1987, 1990, 1996, 2000, 2005).
Il 30 giugno 2006, il comune di Palmi firmò, con i comuni di Sassari, Nola, Gubbio e Viterbo, un protocollo d'intesa per un progetto d'interscambio culturale denominato "Le macchine a spalla italiane". Il progetto riguardava le principali festività dei vari comuni che sono la Varia di Palmi, i Faradda di li Candareri, la Festa dei Gigli, la Festa dei ceri e la Macchina di Santa Rosa.
Dopo la festa del 2008, nel 2011 venne avanzata la proposta, con presentazione di un dossier al Segretario generale dell'UNESCO di Parigi, della candidatura della Varia di Palmi, con la festa dei Gigli di Nola, la Macchina di Santa Rosa di Viterbo e i Faradda di li Candareri di Sassari, a «patrimonio dell'umanità». La candidatura delle quattro feste divenne ufficiale nel 2013, come Rete delle grandi macchine a spalla italiane. La designazione, unica prevista per l'Italia nell'anno in questione, venne presentata al Salone internazionale del libro di Torino.
L'edizione della festa del 2013, avvenuta alla presenza del delegato UNESCO Francisco Morales, ebbe la partecipazione di circa 180.000 spettatori. Il 4 dicembre dello stesso anno, durante l'VIII sessione dell'UNESCO tenutasi a Baku, in Azerbaigian, le Feste delle grandi macchine a spalla, compresa la Varia di Palmi, sono state inserite nella lista del patrimonio orale e immateriale dell'umanità.
Dal 2013 ad oggi il trasporto della Varia è stato celebrato nel 2014, nel 2016 (per celebrare il Giubileo straordinario della misericordia), nel 2019,nel 2023 nel 2024  (Per festeggiare il 10º anno dall’ingresso della Varia all’interno del Circuito “Macchine a spalla), nel 2025 ci sarebbe dovuta essere per celebrare il Giubileo del 2025, invece fu rimandata a causa di debiti della società organizzatrice.

## La Madonna della Sacra Lettera

### Storia e descrizione

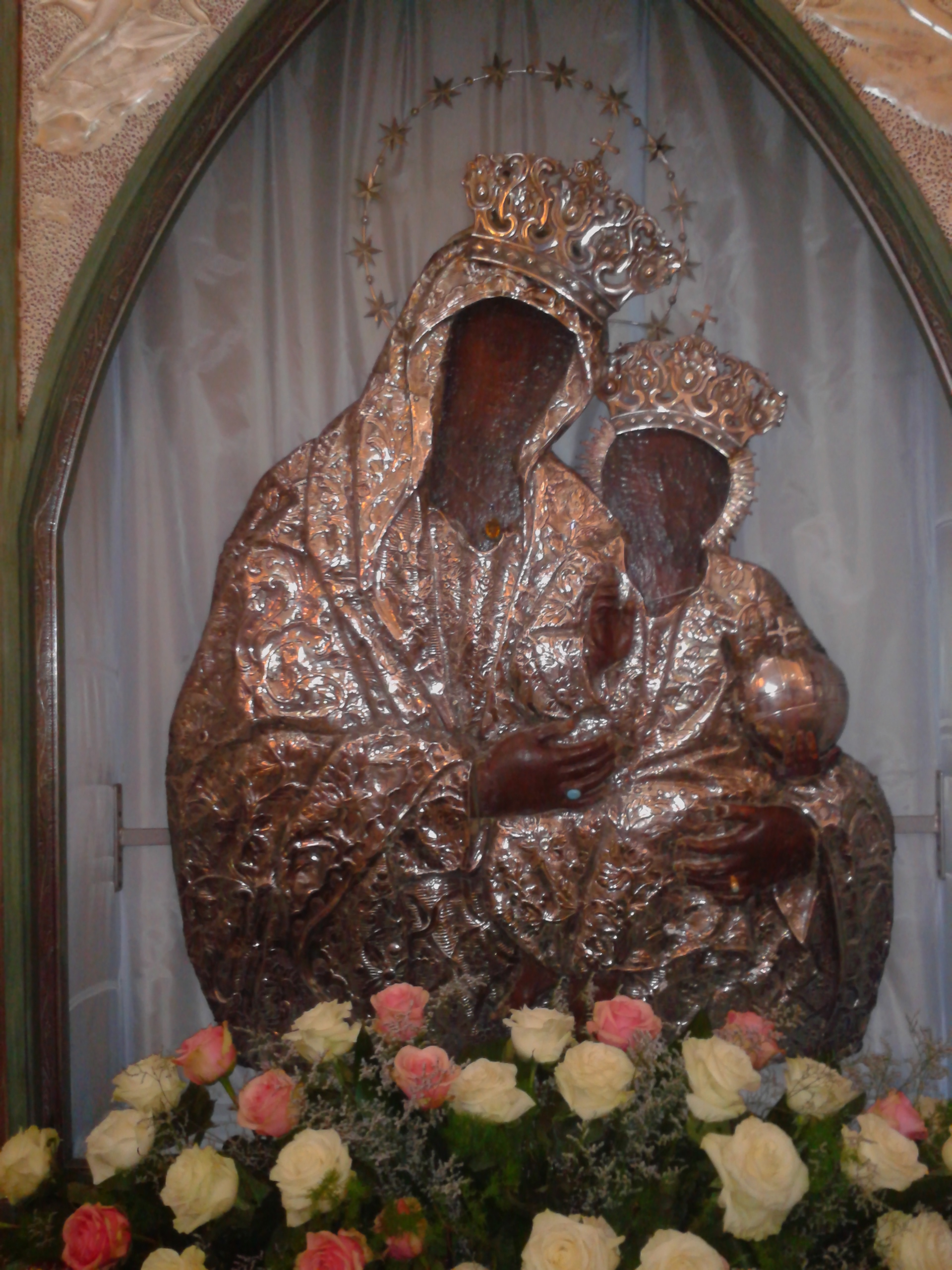
Madonna della Lettera

L'attuale icona di Maria Santissima della Sacra Lettera, venerata a Palmi, è un'opera del 1774 di artista sconosciuto, presumibilmente di scuola messinese.
Il volto della Vergine e di Gesù bambino, dipinti a olio su legno scolpito, sono bizantineggianti, mentre tutto il resto delle figure è coperto da argento in lamina sbalzato e cesellato.
L'icona è simile a quella venerata a Messina.
Nello specifico, viene rappresentato il mezzo busto di Maria che indica e sorregge un Gesù bambino. Quest'ultimo, benedicente, a sua volta tiene nella mano sinistra un globo terracqueo, sormontato da una croce, simbolo di regalità. Entrambi risultano incoronati ed inoltre la Vergine ha raffigurata, alle sue spalle, un'aureola adornata di stelle. Sul globo è riportata la seguente iscrizione: 

### Collocazione

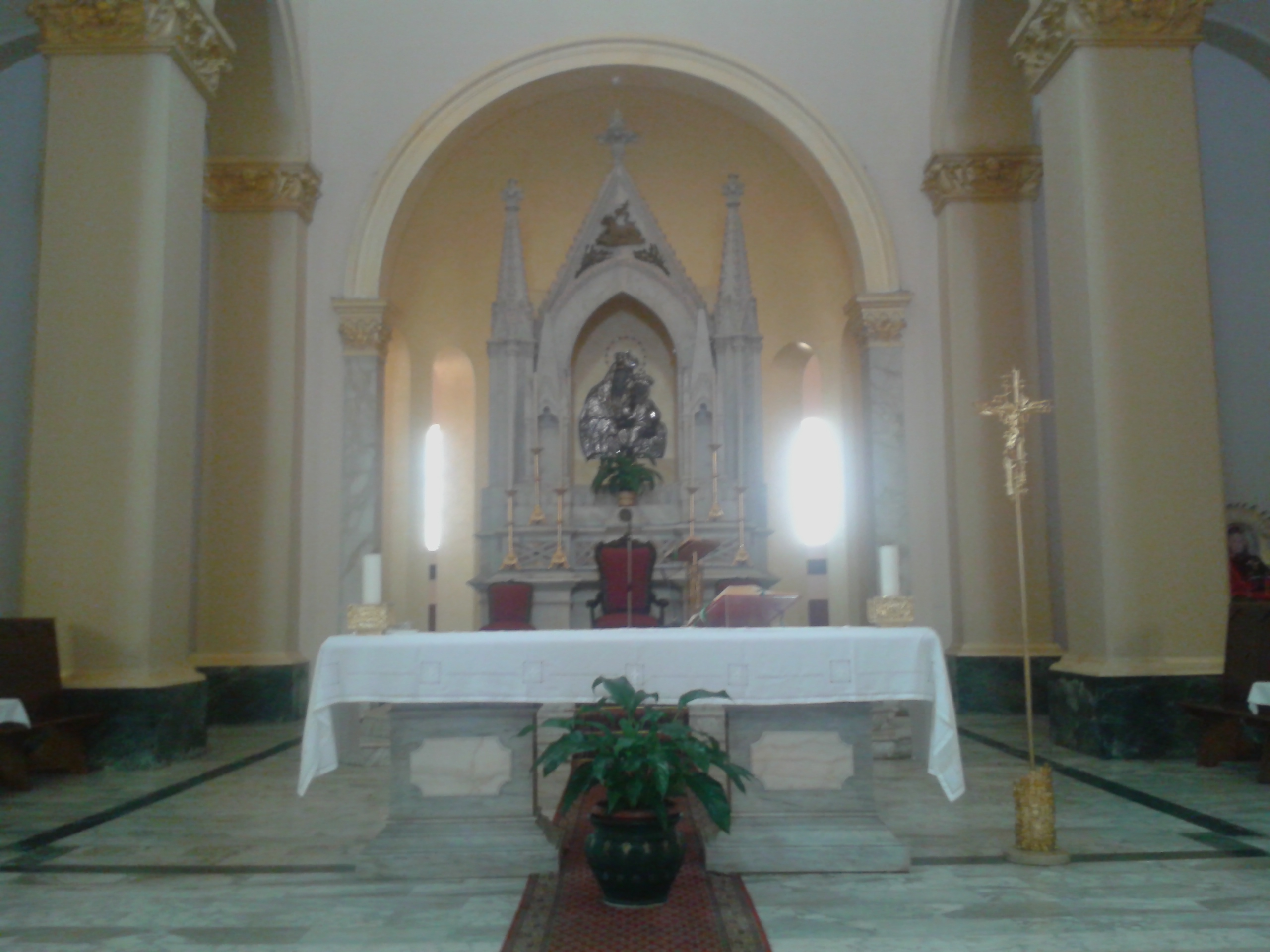
L'altare maggiore del Duomo di Palmi.

Durante l'anno l'icona di Maria Santissima della Sacra Lettera è conservata nella concattedrale di San Nicola, chiesa madre della città, in una nicchia posta nell'altare maggiore. L'altare venne realizzato dal maestro Alfarone per la vecchia chiesa madre, demolita a seguito del terremoto del 28 dicembre 1908, e successivamente questo manufatto venne spostato nel nuovo duomo cittadino. L'opera, in marmo bianco e policromo intarsiato, presenta tre pinnacoli alla cui cima sono posti ornamenti vegetali, ed un'edicola, con apertura ad arco acuto, nella quale trova posto l'icona mariana. Nel pinnacolo centrale è raffigurato, in bronzo, il simbolo dell'Agnus Dei. Ai due lati l'altare presenta due aperture chiuse da sportelli in ferro battuto e dipinto, anch'esse ad arco acuto, che conducono all'interno dell'edicola.

### La copia
Nella cappella laterale della concattedrale è conservato un altro dipinto, in olio su tela, dedicato a Maria Santissima della Sacra Lettera. Il dipinto, del XIX secolo, è anch'esso di autore ignoto. La tela ritrae Maria a mezzo busto con lo sguardo rivolto in direzione dell'osservatore e il capo, lievemente inclinato verso Gesù bambino, contornato da un'aureola su fondo dorato segnata dalla dicitura: «Regina Coeli Laetare Alleluya». Infine sul dipinto, in basso, vi è l'iscrizione «Beama Virgo Ma de Sacra Litera precipua patrona Civitatis Palmarum 1863» mentre in alto vi sono le lettere Ω (MP) Ω (ΘΥ) quale abbreviazione di «Madre di Dio», e la scritta «HΓOPΓO EΠHKOOΣ» («veloce ascoltatrice») che compongono il classico modello dell'iconografia mariana d'ispirazione bizantina.

### La base processionale

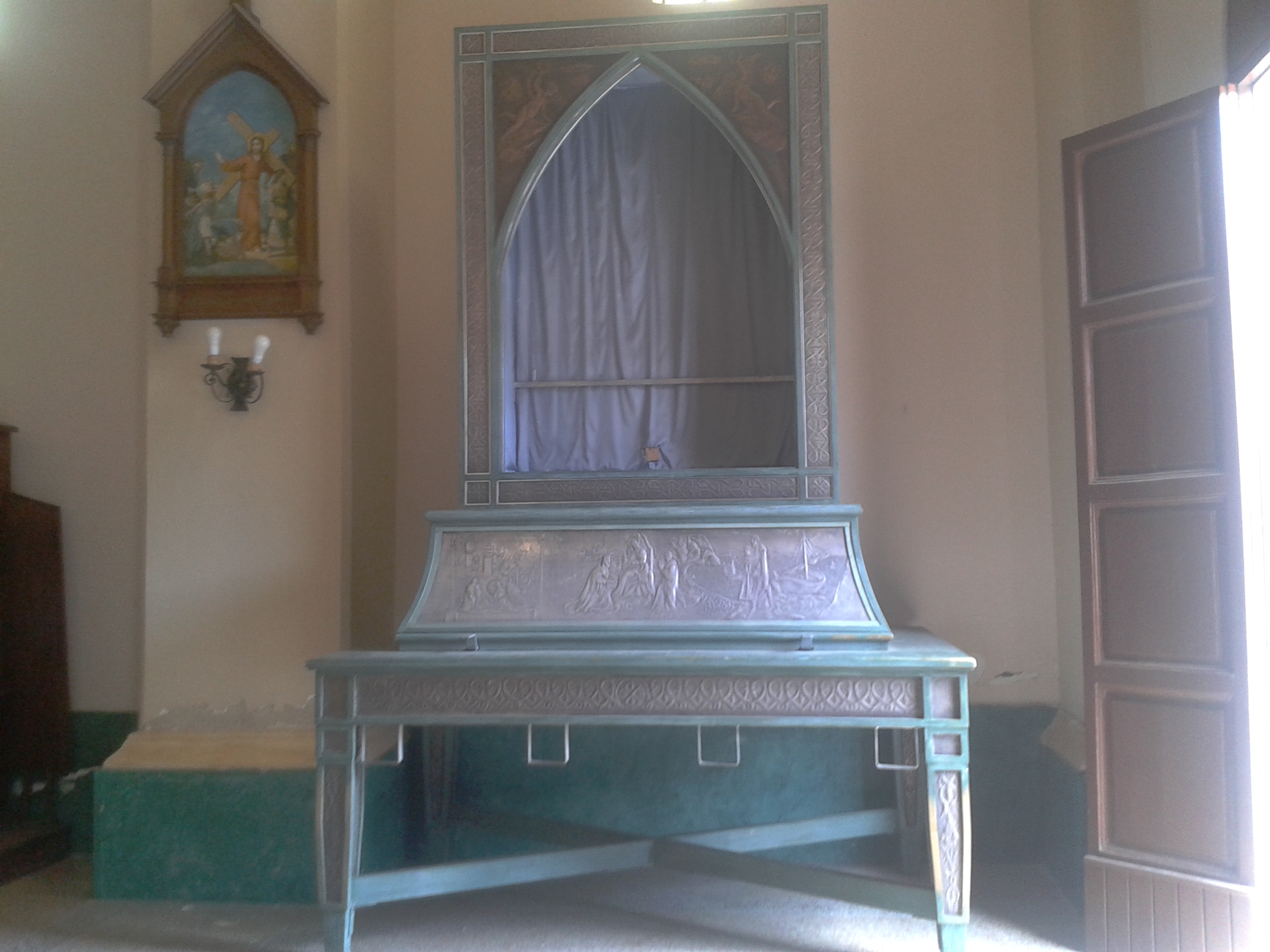
Base processionale

La base processionale, localmente chiamata "varetta" quale diminutivo di vara, ha la funzione di supporto per il trasporto del quadro di Maria Santissima della Sacra Lettera in processione per le vie cittadine, e di esporre l'icona alla venerazione dei fedeli nei giorni della festa. La base processionale attuale venne realizzata nel 2000. La parte lignea del fercolo fu costruita dall'artigiano ebanista Giuseppe Arcuri (con pigmentazione cromatica di colore verde ad opera di Rosaria Raco), mentre i bassorilievi argentei vennero realizzati dai fratelli Vincenzo e Giuseppe Simonetta. I bassorilievi rappresentano la storia della Sacra Lettera, i simboli della Varia e di Palmi e gli emblemi delle cinque corporazioni cittadine.

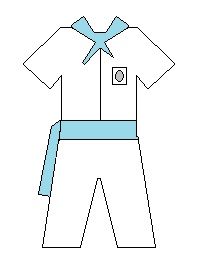
La divisa dei portatori del quadro.

La realizzazione della varetta venne decisa dal Comitato Varia del 1987 e, durante l'anno, è riposta all'interno della concattedrale di San Nicola, nella navata destra vicino all'ingresso.
Il giorno della festa la base processionale viene addobbata di fiori e le vengono inserite alla base quattro stanghe in legno di sei metri ciascuna (rivestite di cuscini), che servono agli iscritti "Sodalizio dei Portatori della Madonna della Sacra Lettera" per alzare e trasportare a spalla il fercolo in processione.

### I portatori
Il compito del trasporto a spalla per le vie cittadine della base processionale sulla quale è posta l'icona di Maria Santissima della Sacra Lettera spetta a cinquantadue portatori, dei quali quarantotto posizionati sotto le quattro stanghe più altri quattro denominati "timonieri", due davanti e due dietro alla varetta, che hanno il compito di dare indicazioni sulle manovre da effettuare durante il percorso processionale. Seguono la base processionale ulteriori portatori in sostituzione, durante il tragitto, di quelli sotto le stanghe.
I portatori appartengono al "Sodalizio dei Portatori della Madonna della Sacra Lettera" e la loro divisa, in occasione della processione, è composta da pantaloni bianchi, maglietta bianca con raffigurato il logo del Sodalizio, fazzoletto celeste annodato al collo e fascia celeste annodata alla vita. I portatori del Sodalizio utilizzano questa divisa anche in tutti gli eventi ufficiali della Varia di Palmi oltre a dare il proprio contributo nel trasporto a spalla per le vie cittadine della base processionale con la statua dell'Immacolata Concezione, l'8 dicembre, dalla chiesa di Maria Santissima Immacolata e San Rocco.

## Il Sacro Capello

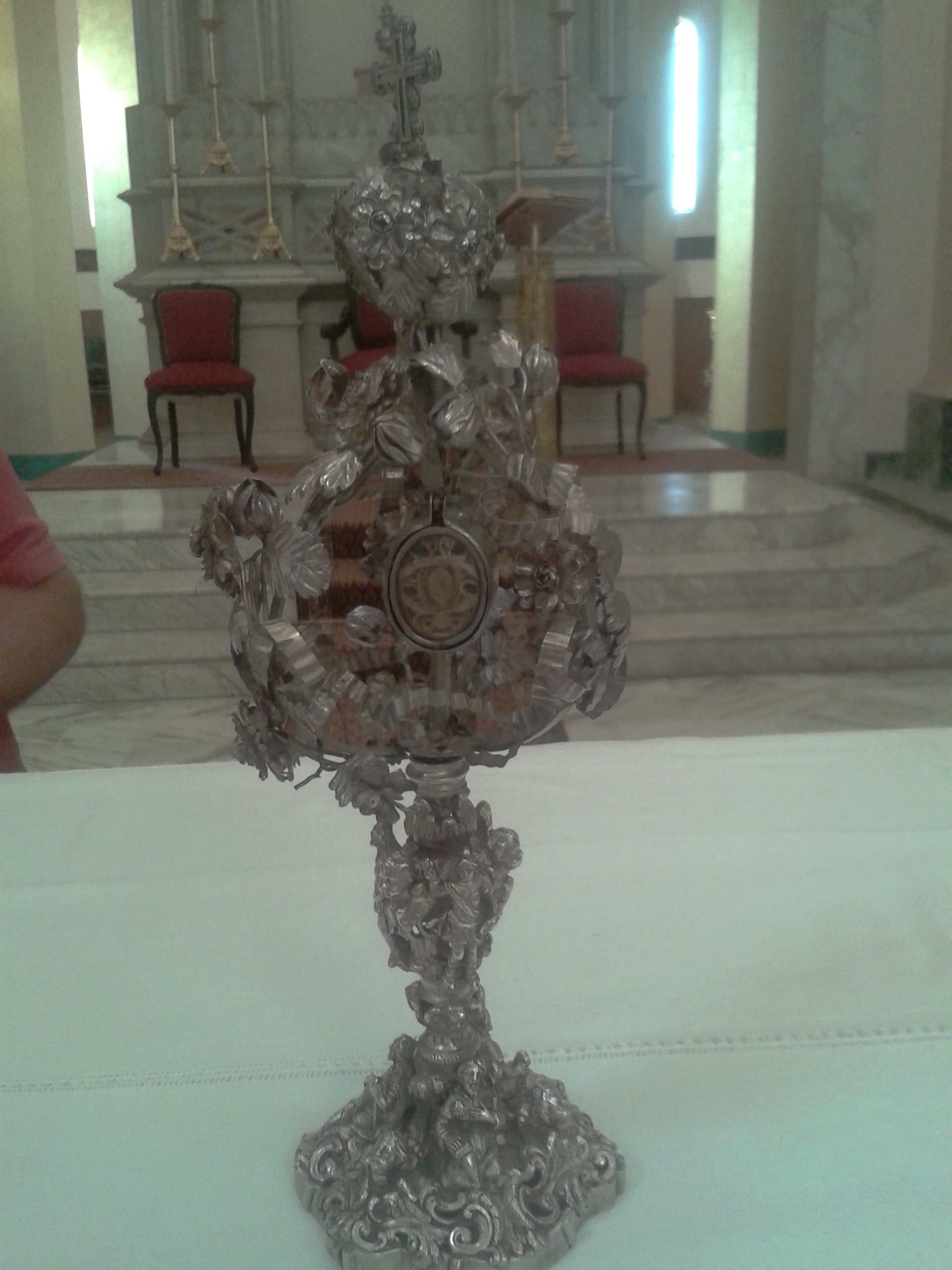
Il reliquiario del Sacro Capello custodito a Palmi.

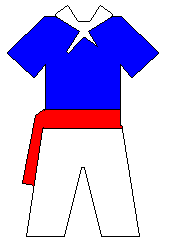
La divisa dei portatori del Sacro Capello.

### Storia
Il reliquiario contenente il Sacro Capello di Maria, dono del Senato messinese del 1582, è collocato in una teca posta nella cappella laterale della concattedrale di San Nicola.

### Il trionfino
Per la festività della Varia di Palmi, e precisamente in occasione dei due eventi nei quali il Sacro Capello è trasportato in processione per le vie cittadine, il reliquiario viene posizionato in un caratteristico ed argenteo baldacchino chiamato "trionfino". L'opera lignea è adornata da numerosi piccoli vetri, a forma di gocce d'acqua, che pendono dalla stessa e che, urtandosi nel procedere della processione, emanano un continuo tintinnio con riflessi di luce dovuti all'incrocio tra le loro facce tagliate a diamante e i raggi del sole.
Dall'edizione della Varia di Palmi del 1996 il suddetto "trionfino" viene inserito a sua volta, per le due processioni, in un modello in scala di un vascello ligneo. L'opera è stata realizzata dall'artigiano palmese Antonino Anastasio. Alla base del vascello sono inserite due stanghe in legno, entrambe rivestite di cuscini, che servono a poter alzare e trasportare a spalla il particolare fercolo. L'introduzione di questo vascello, portato a spalla in processione ondeggiando a passo di danza per simboleggiare l'arrivo via mare del Sacro Capello a Palmi nel 1582, vuole ricordare il "vasceddhuzzu" di Messina.

### I Portatori
Il trasporto a spalla di questa particolare e caratteristica base processionale del Sacro Capello è, per antico privilegio, compito degli appartenenti alla Congrega del Santissimo Sacramento e di Maria Santissima del Soccorso, i quali la trasportano indossando lo stesso abbigliamento usato per portare ogni anno in processione il fercolo della statua di Maria Santissima del Soccorso, il 5 agosto.

## Il carro votivo della Varia

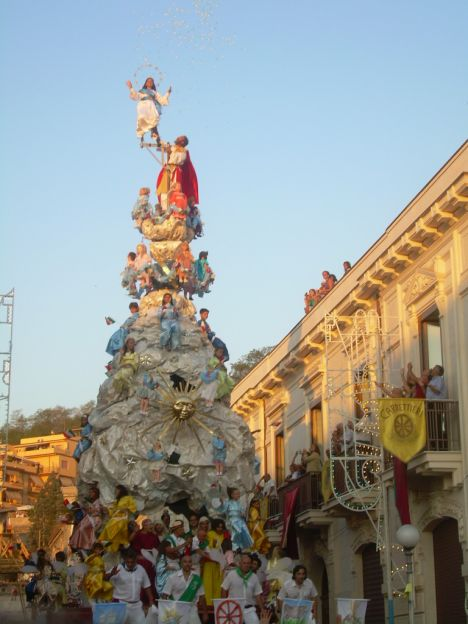
Trasporto della Varia del 2008

Come detto, la Varia è un enorme carro votivo, del peso di 200 quintali, che trae le sue origini sul finire del XVI secolo quando, nell'area geografica dell'Europa centrale, nacquero feste religiose nelle quali il popolo intendeva avvicinarsi sempre più a Dio e, in questo senso, si costruivano macchine trasportate a spalla, alla cui sommità venivano poste icone, immagini o statue della Vergine Maria o dei santi Apostoli. Perciò le costruzioni delle macchine processionali a spalla assumevano una forma irregolarmente conica, con un particolare impegno dedicato al migliore allestimento in termini di altezza, quasi per dire che, più in alto si andava e più si era vicini a Dio.

### La struttura
La struttura è composta da una base in legno di quercia, chiamata "Cippu". Il termine "cippu" deriva dal nome con cui veniva chiamata la base circolare di granito con la quale si macinavano le olive. Sopra "u Cippu" viene costruita una struttura in acciaio, simile ad un cono con il vertice verso l'alto, sulla cui cima è collocato un meccanismo sferico a simboleggiare il globo terrestre. Sopra questo globo vi è una piattaforma dove si posiziona colui che interpreta la figura del Padreterno e, più in alto, vi è un'asta di acciaio con un seggiolino su cui si siederà la bambina rappresentante la Vergine Maria, chiamata "Animella".
Questa struttura in acciaio viene rivestita da una carta particolare, spolverata di mica per farle assumere l'aspetto di una nuvola.. Internamente, la struttura d'acciaio è dotata di un meccanismo che consente a due operatori di far muovere due dischi che rappresentano il sole e la luna, che sono collocati al centro della piramide, uno nella "faccia" frontale e l'altra nella "faccia" tergale della struttura. Un altro ingranaggio interno, cioè una ruota persiana, viene azionato da altri quattro operatori e permette ad un carosello di bambine rappresentanti gli angioletti di girare attorno alla Varia in movimento. Alcuni angioletti umani sono collocati fra le pieghe della grande nuvola, insieme a dei cherubini formati da bambole comprate ad inizio del XX secolo a Norimberga.
Alla base del carro vengono inserite e fissate cinque travi di legno, che servono per il trasporto a spalla della Varia da parte di duecento portatori chiamati «'mbuttaturi». Ognuna delle cinque travi rappresenta una delle cinque antiche corporazioni cittadine che avevano l'onere ed il privilegio del trasporto. Nell'ordine le corporazioni sono: Artigiani, Bovari, Carrettieri, Contadini e Marinai.
In occasione della Varia 2019, U Cippu è stato sostituito con una struttura completamente nuova, costruito dell'artigiano palmese Pasquale Foti. Sono state apportate delle modifiche per garantirne la sicurezza. Sono stati rifatti gli ingranaggi della ruota principale inserendo dei cuscinetti, che ne facilitano la rotazione.

### I figuranti
Come detto sopra il carro votivo trovano posto, durante il trasporto, alcuni figuranti umani che rendono, pertanto, la macchina a spalla della Varia come unica nel suo genere in Italia. I figuranti rappresentano la Madonna (chiamata Animella), il Padreterno, gli angeli e i dodici apostoli.

#### L'Animella
(Antonio De Salvo)

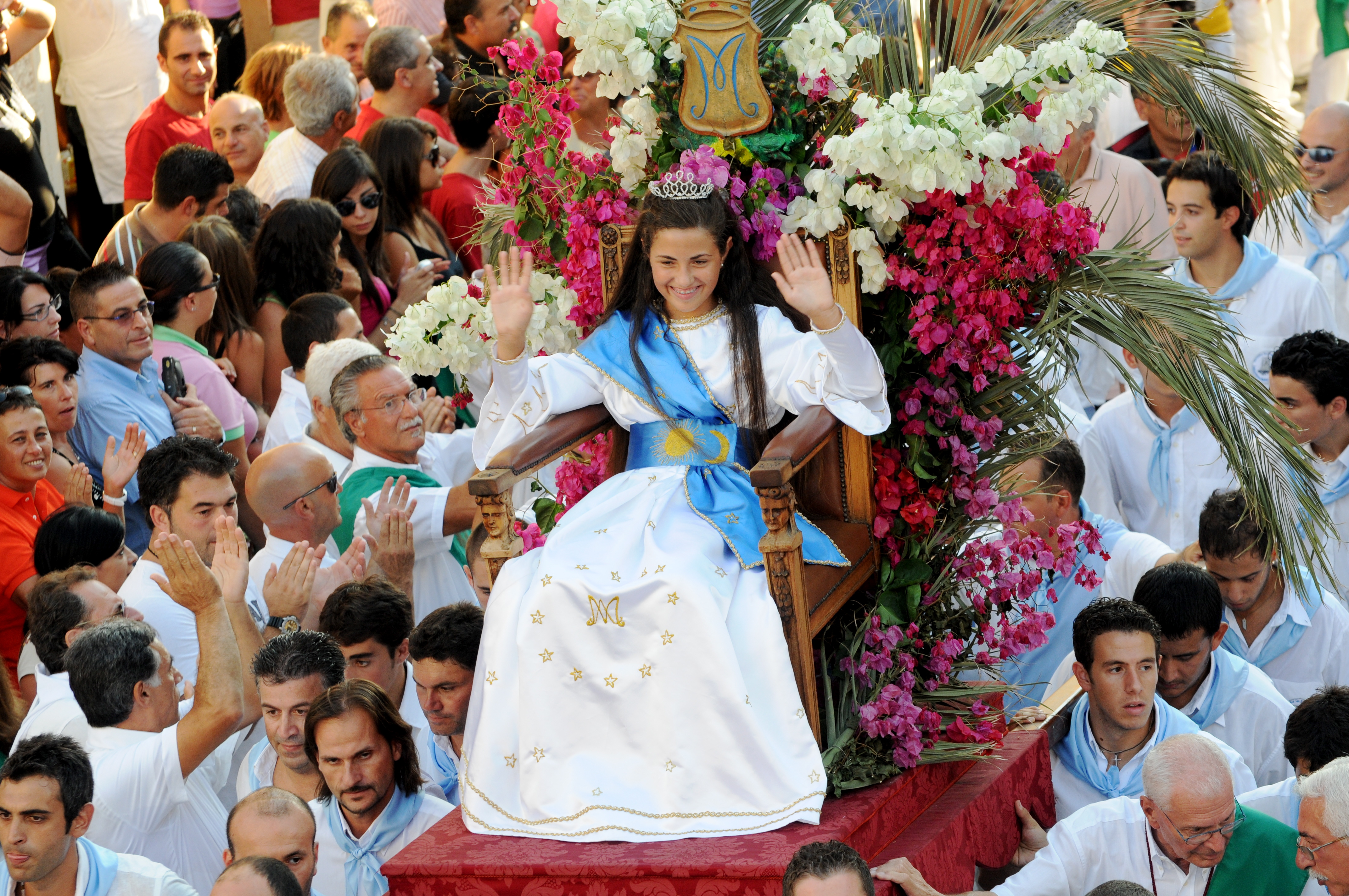
L'Animella dell'edizione del 2008 sulla portantina per il corteo storico.

Sulla sommità della Varia prende posto una bambina che simboleggia la Madonna Assunta in cielo. Viene chiamata "Animella" (in dialetto palmese animeddha) come rappresentazione della Madonna che, in anima e corpo, sale al cielo.
Le bambine candidate al ruolo di Animella sono numerose, per cui i componenti del Comitato Varia, i consiglieri comunali e le principali personalità cittadine effettuano una prima selezione, presso Palazzo San Nicola, scegliendone tre. La decisione finale della bambina che impersonerà il ruolo dell'Animella viene effettuata invece tramite una votazione popolare che si svolge nella Villa comunale "Giuseppe Mazzini" la domenica precedente il trasporto della Varia. Una volta eletta, l'Animella indossa una fascia azzurra a tracolla sopra una veste bianca, e tale vestiario verrà utilizzato per tutte le cerimonie. Il giorno del trasporto della Varia, per antico privilegio, l'Animella è ospitata e vestita dalla famiglia Tigano, alla quale apparteneva Giuseppe Tigano, colui che trasportò la reliquia del Sacro Capello a Palmi nel XVI secolo. Per poter svolgere il ruolo di Animella la bambina necessita di alcuni requisiti, tra i quali l'età, l'altezza, il peso, le origini palmesi ecc...

#### Il Padreterno
(Antonino Basile)
La figura del Padreterno prende posto, anch'essa, immediatamente sotto l'Animella., il cui ruolo, durante il trasporto, è quello di incoraggiare e sostenere l'animella, nonché quello di superare, con prontezza di riflessi, eventuali problemi. Visto il ruolo delicato ed impegnativo, la scelta del Padreterno, un tempo, veniva fatta dal Comitato Varia che con votazione a scrutinio segreto, lo individuava tra i candidati che dimostravano una determinata professione, età e prestanza fisica. Dall'edizione del 2008, invece,  la scelta del "Padreterno" avviene come per l'Animella, attraverso una votazione popolare a scrutinio segreto, dove viene invitata tutta la cittadinanza. Le votazioni, che interessano i candidati (tre) scelti dal comitato, avvengono dentro la Villa comunale Giuseppe Mazzini, ove al proclamato Padreterno viene consegnata una fascia gialla da parte del presidente del comitato.. 

#### Altri figuranti
(Antonio De Salvo)
Gli altri figuranti rappresentano, come detto, gli angeli e gli apostoli. Questi ultimi sono dodici giovani di sesso maschile che interpretano il ruolo dei dodici apostoli, vestiti con costumi dell'epoca. La scelta dei dodici giovani viene fatta dal Comitato Varia e la loro collocazione sul carro votivo è sopra "u' Cippu".
Gli angioletti invece sono trenta bambine di età compresa tra i sette e gli undici anni. Dodici di esse sono sistemate sul limite d’”u Cippu" e girano sulla ruota persiana, mentre le altre sono distribuite in modo sparso sulla nuvola. Durante il tragitto gli angeli si cimentano in uno sventolio di bandierine. Ai raggi del sole, della luna e intorno al globo vengono fissate invece delle bambole, alcune col viso di ceramica, acquistate a Norimberga da Giuseppe Militano prima della seconda guerra mondiale.

### Gli 'mbuttaturi

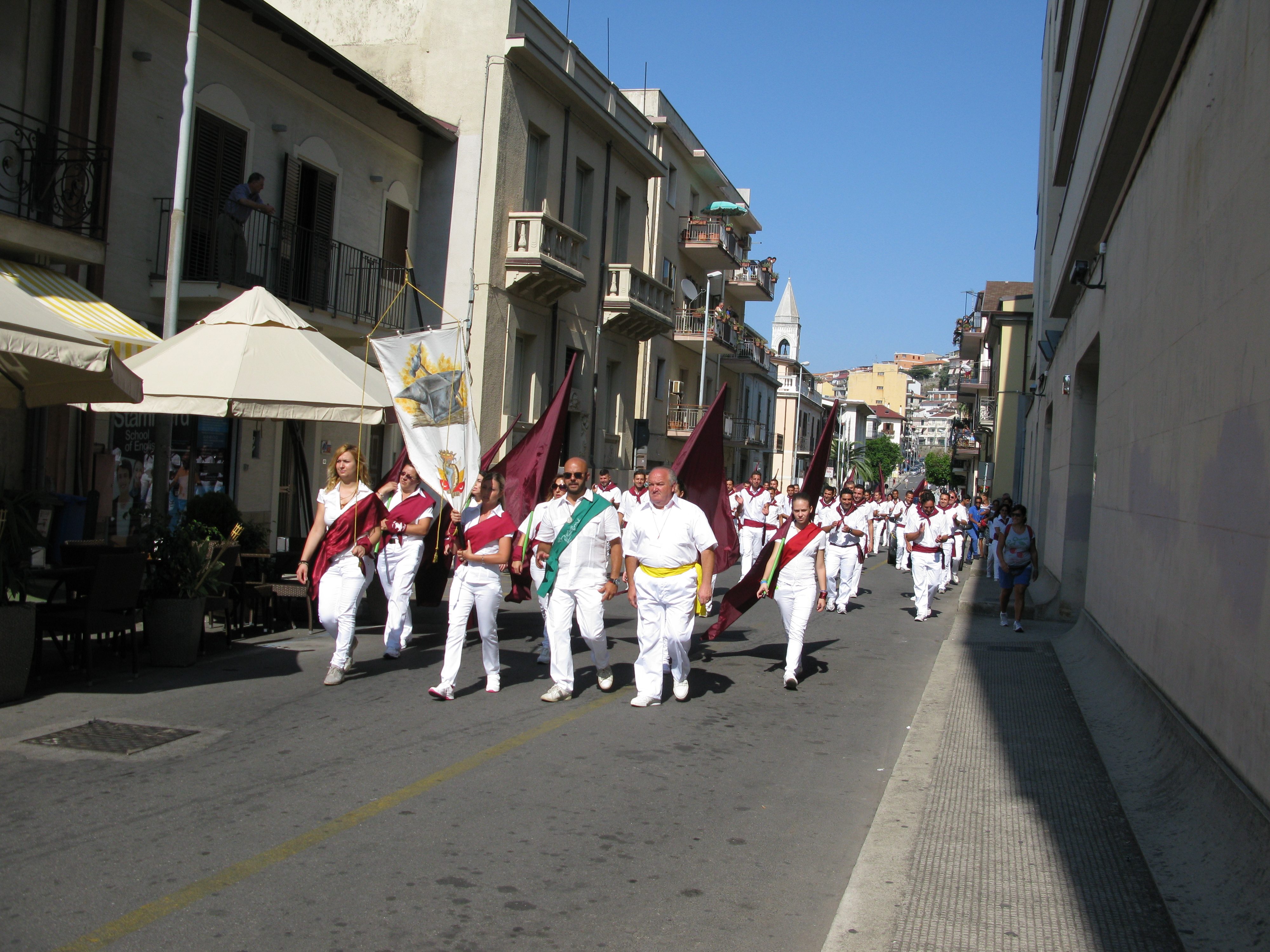
Il corteo della corporazione degli Artigiani.

I portatori a spalla del carro votivo della Varia di Palmi sono chiamati, in gergo locale, "mbuttaturi". Il termine deriverebbe dal verbo «'mbuttare» che, nel dialetto calabrese della provincia di Reggio Calabria, corrisponde ai verbi italiani «addossare, portare addosso alcun carico».
Gli 'mbuttaturi della Varia sono 200 giovani disposti sotto le cinque travi ancorate alla base della stessa, ed appartengono alle cinque antiche corporazioni cittadine. La scelta dei giovani che debbono trasportare il carro avviene tra gli iscritti all'"Associazione 'mbuttaturi", che riunisce le cinque corporazioni.
Nel 2019 viene dedicata una canzone, che diventerà l'inno, dalla band Ragainerba dal titolo "Mbuttaturi", viene inoltre girato un videoclip dove gli mbuttaturi sono attori protagonisti. 
| Corporazione | Simbolo                                  | Colori    | Divisa |
| ------------ | ---------------------------------------- | --------- | ------ |
| Artigiani    | Incudine e martello                      | Cremisi   |        |
| Bovari       | Bue                                      | Arancione |        |
| Carrettieri  | Ruota di carro                           | Giallo    |        |
| Contadini    | Cesoia, grappolo d'uva e spighe di grano | Verde     |        |
| Marinai      | Veliero                                  | Blu       |        |

L'Associazione 'mbuttaturi, nata e creata da Giuseppe Cricrì dopo l'edizione della Varia del 2005, è guidata da un direttivo composto da un presidente, un vicepresidente, un segretario, un tesoriere, un collegio dei probiviri, un collegio dei revisori dei conti e due rappresentanti di ognuna delle cinque corporazioni. Oltre alle attività legate alla festa della Varia, l'associazione compie durante l'anno opere di volontariato, ed ha partecipato alla sottoscrizione della candidatura UNESCO.

## Il programma della festa della Varia

### La «Calata du Cippu»

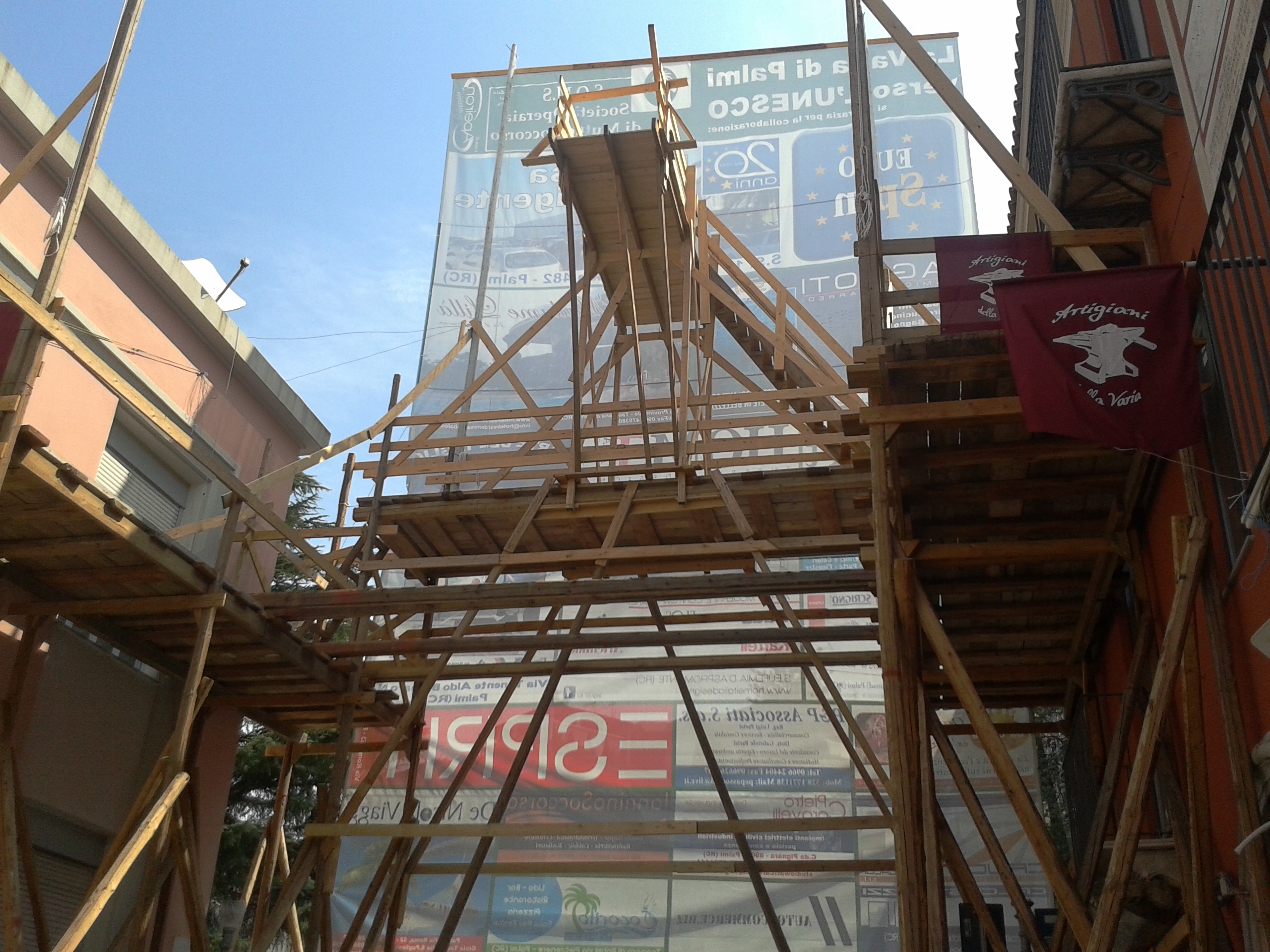
Inizio del corso Giuseppe Garibaldi. Ponteggio con il quale viene realizzato il carro votivo della Varia.

Il programma della festa della Varia inizia la mattina del 16 agosto, festa di San Rocco, compatrono e protettore della città, quando la base in legno del carro sacro chiamata «Cippu» viene trasportata dall'inizio del corso Tenente Aldo Barbaro fino all'Arangiara, nel punto esatto in cui verrà costruito lo stesso carro e avverrà la partenza per il trasporto della Varia. La base viene trainata dalla popolazione, tirando il manufatto tramite due lunghe corde fissate allo stesso, lungo il suddetto corso Barbaro, la piazza I maggio e gran parte del corso Giuseppe Garibaldi. L'evento prende il nome di «Calata du Cippu».

### L'elezione dell'Animella

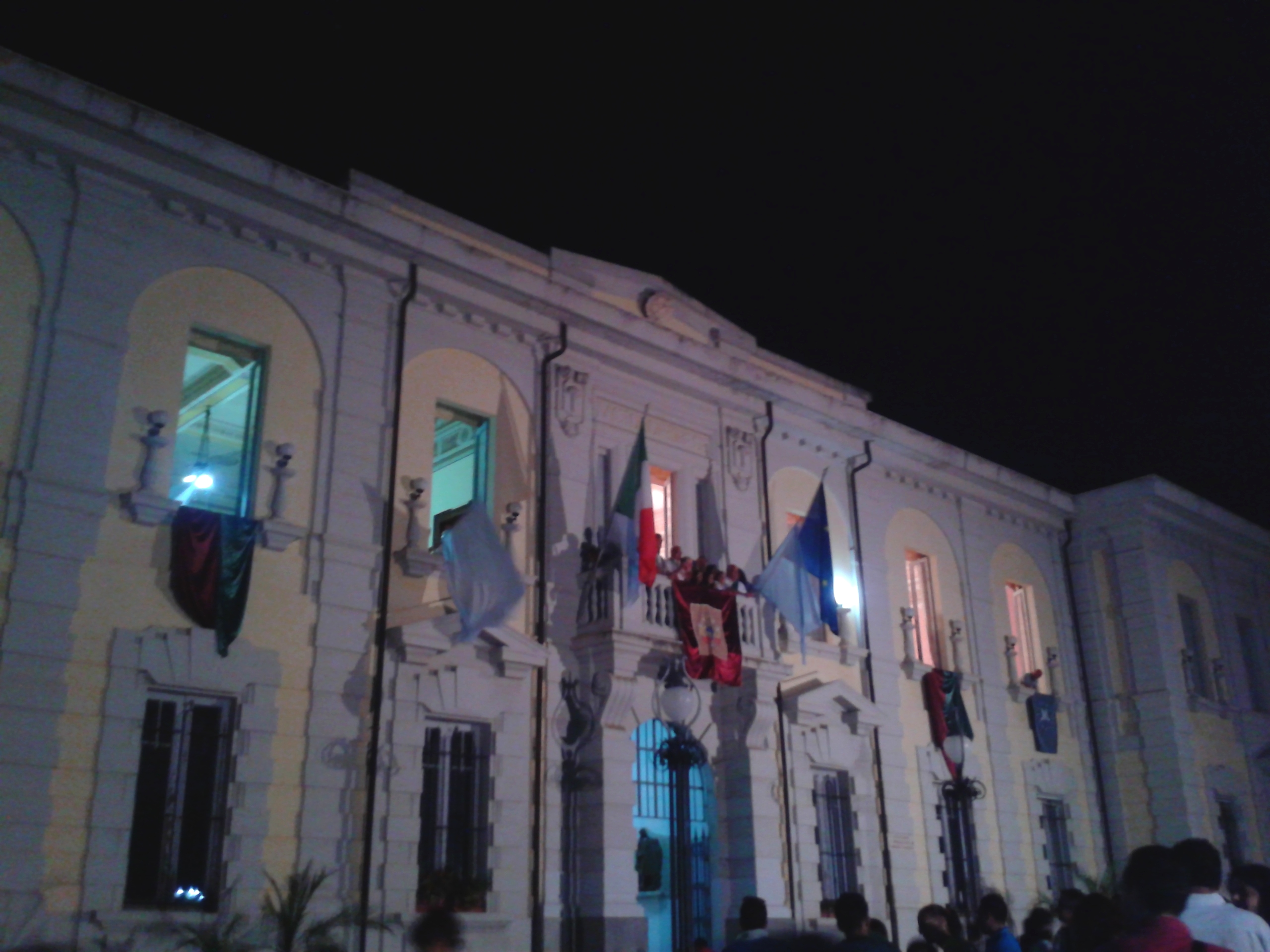
Palazzo San Nicola. Annuncio delle tre bambine prescelte per l'elezione dell'Animella 2013

Prima della penultima domenica di agosto viene effettuata una selezione di tre bambine, tra tutte le candidate, aspiranti al ruolo di Animella. Il metodo di selezione delle tre bambine candidate è spesso variato nel corso delle ultime edizioni della Varia e, una volta concluso, il sindaco annuncia alla città dal balcone del municipio i nomi delle prime tre classificate.

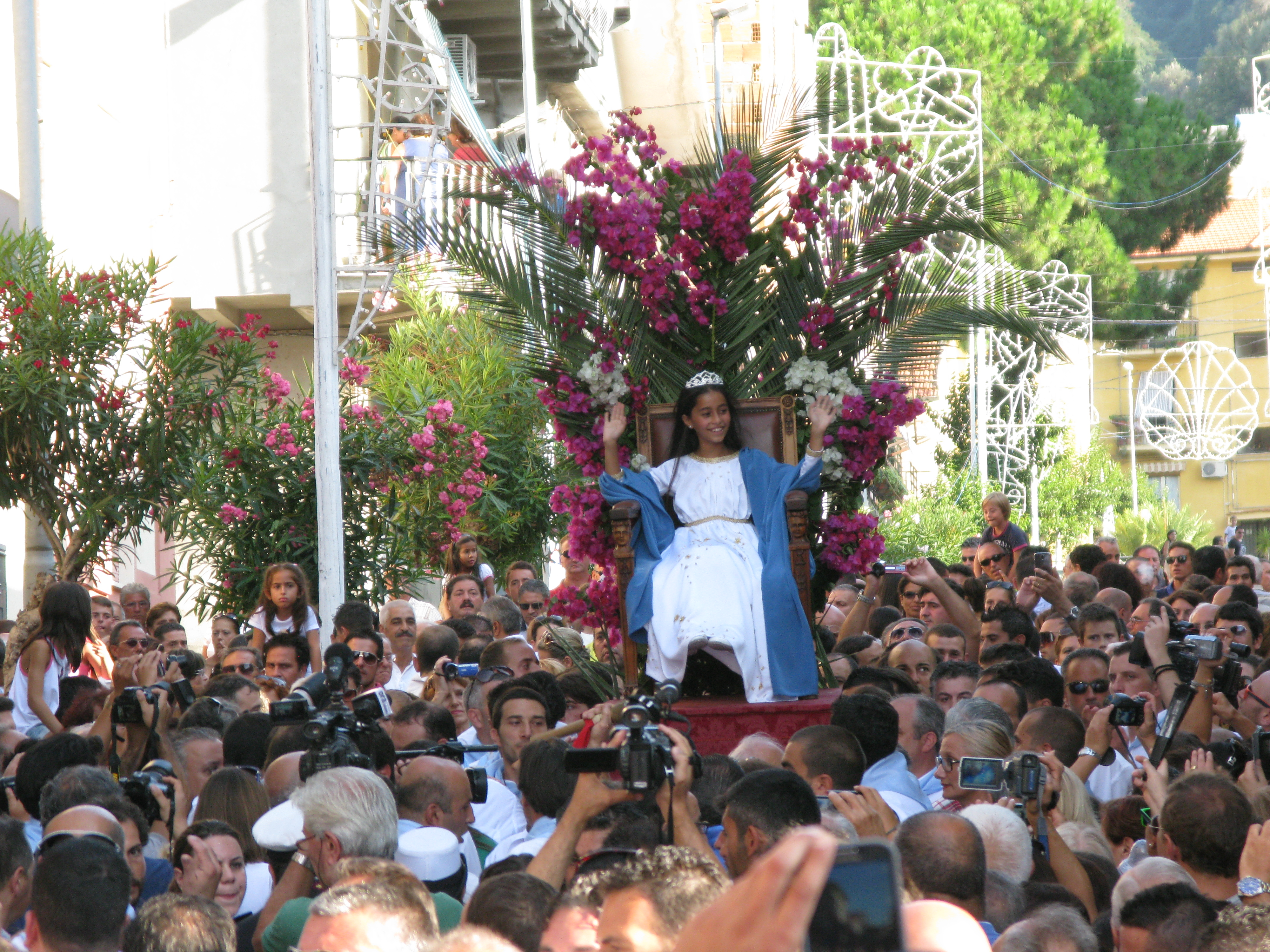
L'animella sulla portantina.

La scelta definitiva della fanciulla che interpreterà la Madonna sopra il carro della Varia avviene invece tramite elezione diretta e popolare da parte della cittadinanza, la penultima domenica di agosto con votazione a scrutinio segreto effettuata in seggi appositamente collocati all'interno della Villa comunale Giuseppe Mazzini. La base elettorale è variata nelle ultime edizioni della Varia, ma in ogni caso è garantito sempre il diritto di voto a tutti i residenti del comune di Palmi. Al termine dello spoglio, in tarda serata, il presidente del Comitato Varia comunica i risultati. Subito dopo, la bambina vincitrice viene fatta sedere su una portantina che viene trasportata a spalla dalla Villa comunale fino alla piazza I Maggio, dove verrà ufficializzata la sua elezione da parte del sindaco.
La portantina sulla quale viene fatta sedere e trasportata l'Animella, per tutti gli eventi della festa, è composta da una poltrona rossa adornata alle sue spalle da foglie di palma disposte in modo semicircolare. Il compito del trasporto a spalla della portantina spetta sempre ai portatori appartenenti al «Sodalizio della Madonna della Sacra Lettera».

### L'elezione del Padreterno
Successivamente all'elezione dell'Animella viene invece effettuata l'elezione della persona che interpreterà il ruolo del Padreterno sopra il carro della Varia. Il metodo di scelta è spesso cambiato nel corso delle edizioni passate dell'evento. Nello scorso secolo la decisione veniva presa direttamente dal Comitato Varia, mentre in qualche edizione la scelta ha seguito lo stesso criterio utilizzato per l'elezione dell'Animella (con votazione popolare). Al termine dell'elezione il presidente del Comitato Varia comunica i risultati e proclama eletto il vincitore.

### La prova di coraggio
La "prova di coraggio" avviene il giovedì antecedente il trasporto della Varia. L'Animella viene fatta salire sul carro della Varia, ancora da ultimare, ed assicurata sul seggiolino collocato sulla cima del carro votivo, nel quale siederà durante il trasporto dello stesso. L'eventuale esito positivo della prova fa seguito al superamento da parte dell'Animella dell'impatto con l'altezza della struttura e con alcune oscillazioni, che vengono date al seggiolino e all'asta sottostante, a simulazione di quelle che avverranno durante il trasporto. La prova di coraggio è anticipata dalla «cerimonia di consegna delle travi», corteo composto dagli 'mbuttaturi delle cinque corporazioni con lo scopo di consegnare alle maestranze che costruiscono la Varia le cinque stanghe di legno con le quali i portatori tireranno il carro.

### La rievocazione storica dell'arrivo del Sacro Capello

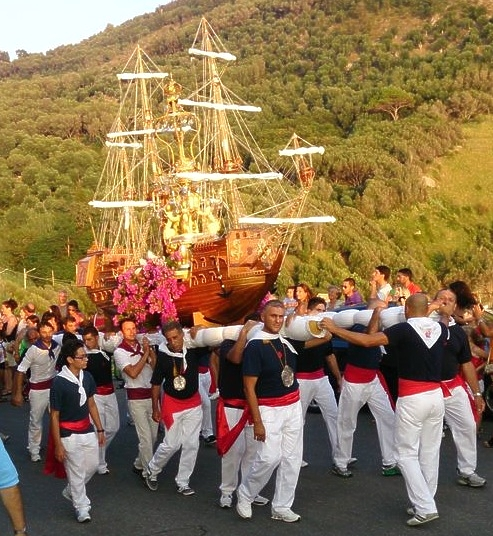
Rievocazione storica, il vascello nel quale è collocato il "trionfino" ed il reliquiario del Sacro Capello.

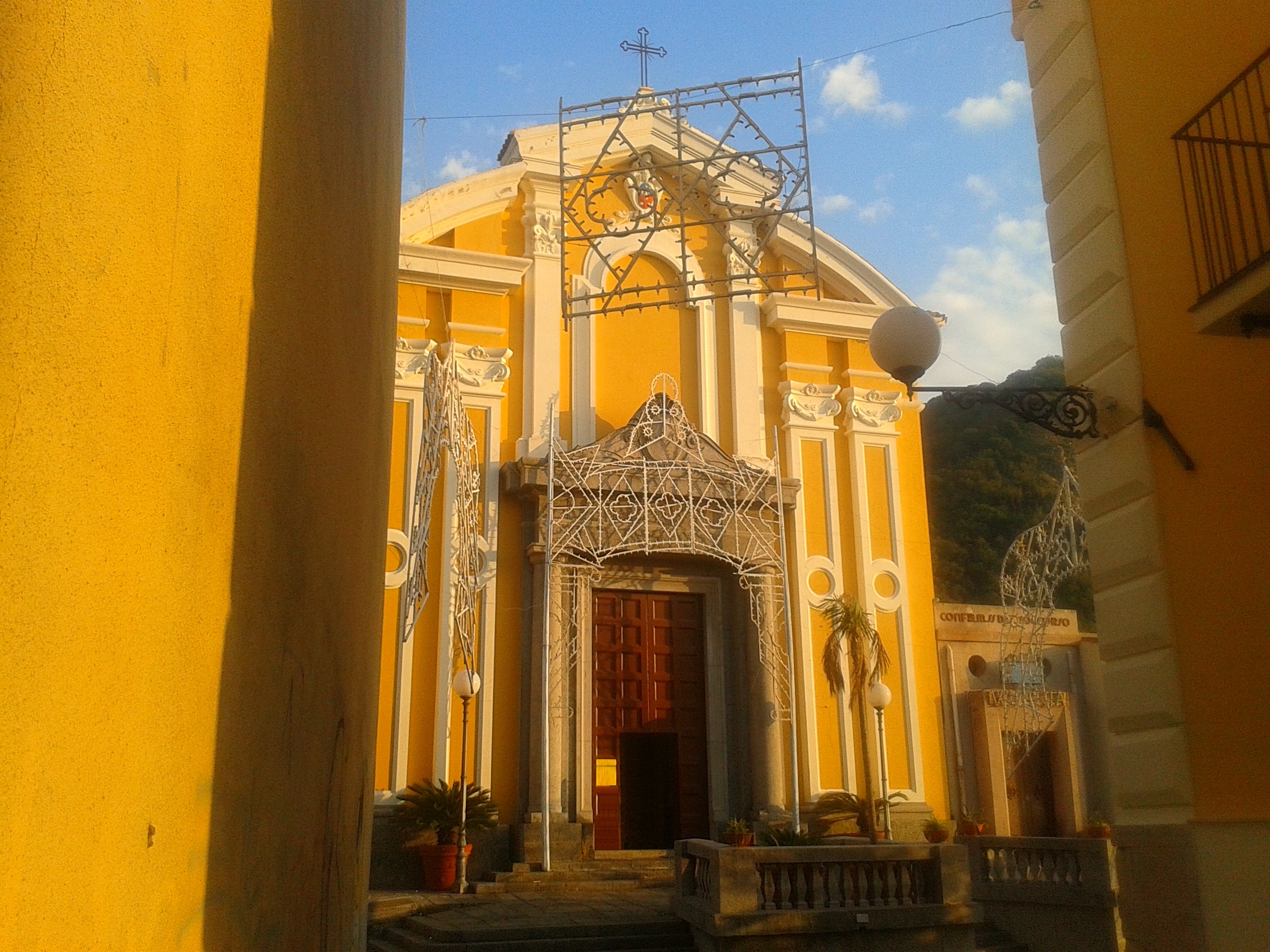
La chiesa del Soccorso con le luminarie, nei giorni della festa.

La rievocazione storica dell'arrivo del Sacro Capello è una manifestazione svolta dall'edizione del 2008 a quella del 2016, il venerdì che precede la festa della Varia. L'evento consiste nel rievocare l'arrivo, via mare, della reliquia mariana a Palmi nel 1582. L'approdo alla Marina di Palmi di una barca trasportante la reliquia del Sacro Capello viene fatto da un discendente della famiglia Tigano. Dopo lo sbarco la reliquia viene portata a piedi, dai pescatori della Marina di Palmi, fino alla località Motta, dove verrà collocata all'interno del caratteristico «trionfino». 
Dalla località Motta inizia quindi la processione che rievoca il percorso che nel 1582 venne probabilmente effettuato per portare la reliquia dalla Marina al centro abitato di Palmi. Le soste del corteo sono fatte in corrispondenza ad alcuni luoghi che si presuppone rappresentassero dei simboli per la Palmi del XVI secolo e cioè la «croce dei morti», il rione Palmara, l'ingresso della Cittadella, la chiesa del Crocifisso, la chiesa del Soccorso, fino ad arrivare davanti al sagrato del Duomo di Palmi, dove il discendente dei Tigano affida la sacra reliquia al sindaco che, a sua volta, la consegna all'arcidiacono.

### La processione della Madonna della Sacra Lettera
(Ritornello di un antico canto popolare palmese dedicato alla Vergine ed eseguito nella concattedrale durante le funzioni religiose della festa)

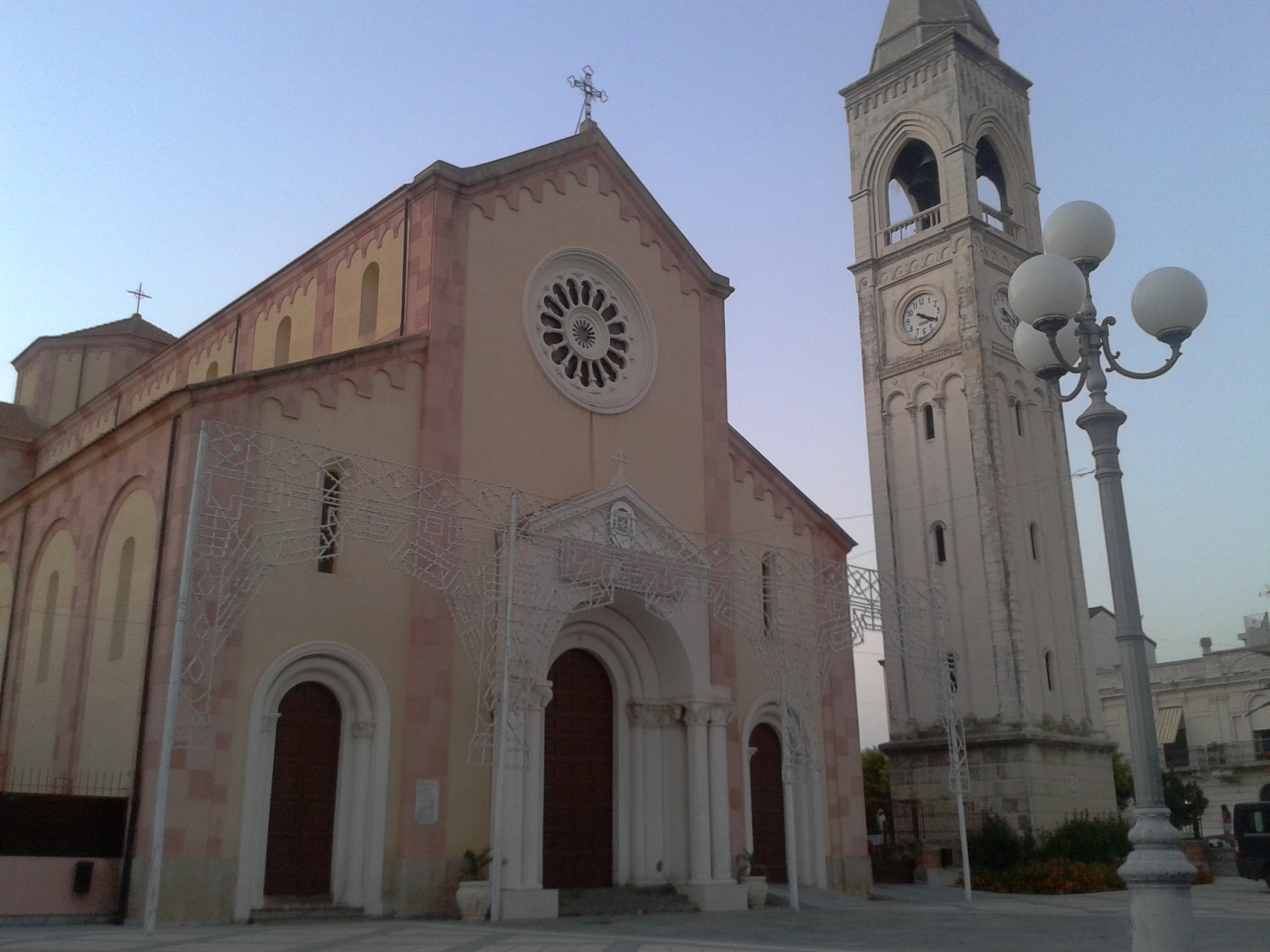
Il Duomo di Palmi con le luminarie, nei giorni della festa.

Il giorno precedente il trasporto del carro della Varia è invece dedicato alla processione dell'icona di Maria Santissima della Sacra Lettera, assieme alla reliquia del Sacro Capello, per le vie cittadine.
Nella mattinata avviene la caratteristica "sfilata dei Giganti", mentre nel tardo pomeriggio viene svolta la processione per le strade del centro storico.

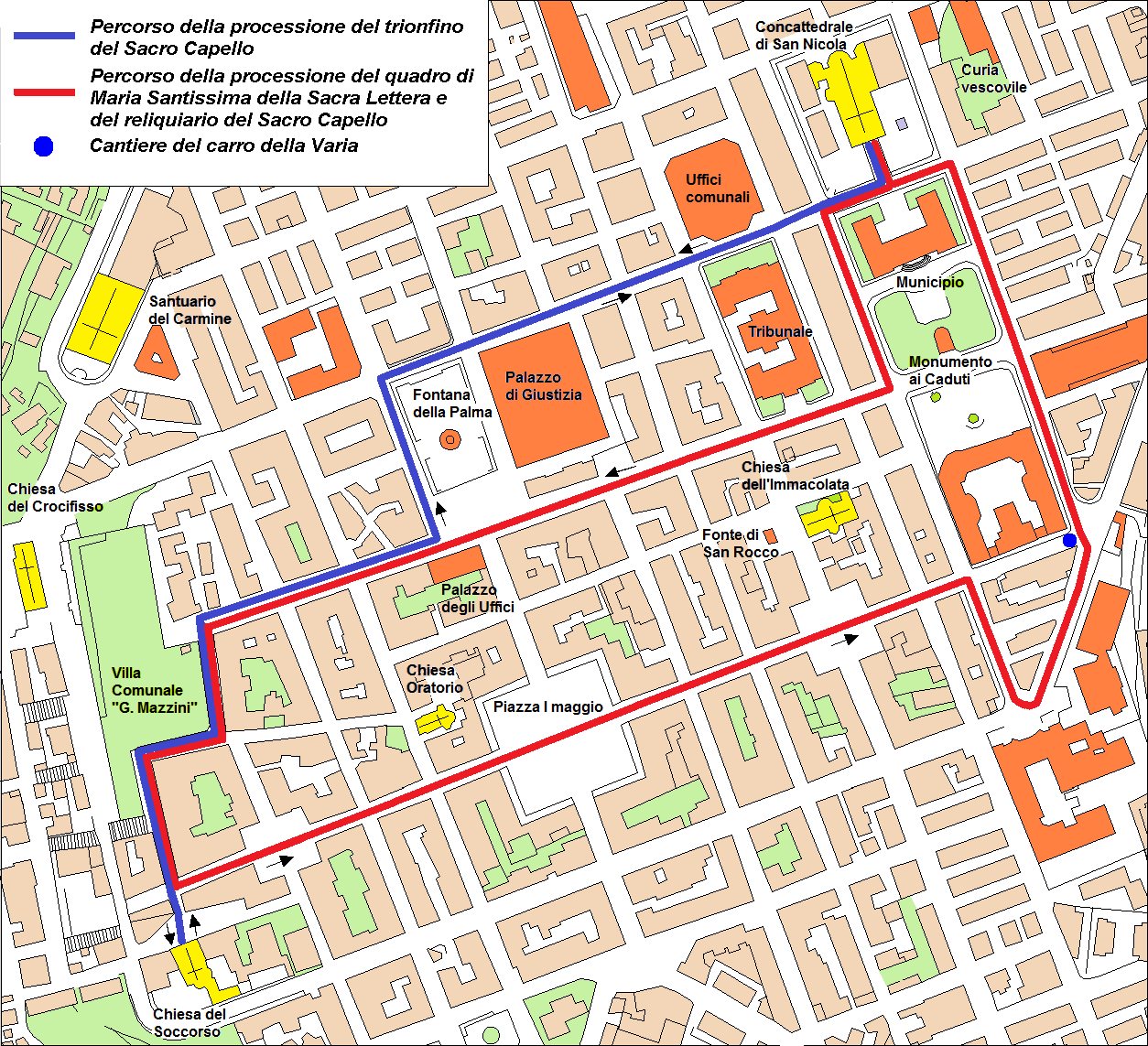
Percorso della processione del Sacro Capello e di Maria Santissima della Sacra Lettera.

La processione inizia alle ore 17.30, dalla chiesa del Soccorso, con il trasporto verso la chiesa Madre del trionfino del Sacro Capello. Una volta arrivato il corteo in piazza Duomo, lo stesso si ferma in attesa dell'uscita del fercolo di Maria Santissima della Sacra Lettera dalla concattedrale, per poi riprendere il proprio tragitto, portando in processione per le principali vie del centro storico le due basi processionali.
La composizione della processione, elencata in ordine di sfilata, è la seguente:
- Palio e "complesso dei tamburinari". La processione è aperta, come spesso accade in Calabria, da un complesso di tamburinari, che esegue un ritmo scandito per tutto il percorso. Il palio, che viene roteato al passaggio del corteo nelle piazze, è di colore rosso cremisi con raffigurato il monogramma "M" della Madonna della Sacra Lettera;
- Confraternite cittadine, con stendardi e rappresentanti delle stesse;
- Gonfalone civico di Palmi, con sindaco e rappresentanza dell'amministrazione comunale e del Consiglio comunale;
- Comitato Varia con tutti i figuranti che prenderanno posto sopra il carro votivo della Varia (Animella, Padreterno e gli altri figuranti)
- Corporazioni della Varia di Palmi;
- Parroco e clero;
- Varetta con il trionfino del Sacro Capello;
- Varetta con il quadro di Maria Santissima della Sacra Lettera;
- Banda musicale;
- Fedeli.

Al rientro nella concattedrale del fercolo della Madonna della Lettera, la varetta del Sacro Capello viene riportata in processione fino alla chiesa del Soccorso, al cui interno verrà riposta.
Solitamente conclude la serata uno spettacolo musicale, in piazza I Maggio, e uno spettacolo pirotecnico.
Negli anni in cui non viene celebrato il trasporto della Varia, viene comunque svolta la festa religiosa di Maria Santissima della Sacra Lettera, l'ultima domenica di agosto, con la suddetta processione per le vie cittadine, in assenza però della varetta del Sacro Capello, che viene quindi portata in processione solamente nell'anno di celebrazione della Varia. La processione, in assenza della Varia, viene celebrata annualmente dal 1988, per volere del parroco della concattedrale don Silvio Mesiti.

### Il giorno del trasporto
(Gino Lacquaniti)

#### La mattina
Nella mattina del giorno del trasporto della Varia, durante la celebrazione eucaristica nella concattedrale, il sindaco per tradizione secolare fa dono a Maria Santissima della Sacra Lettera di un cero votivo a nome della città.

#### Il corteo storico

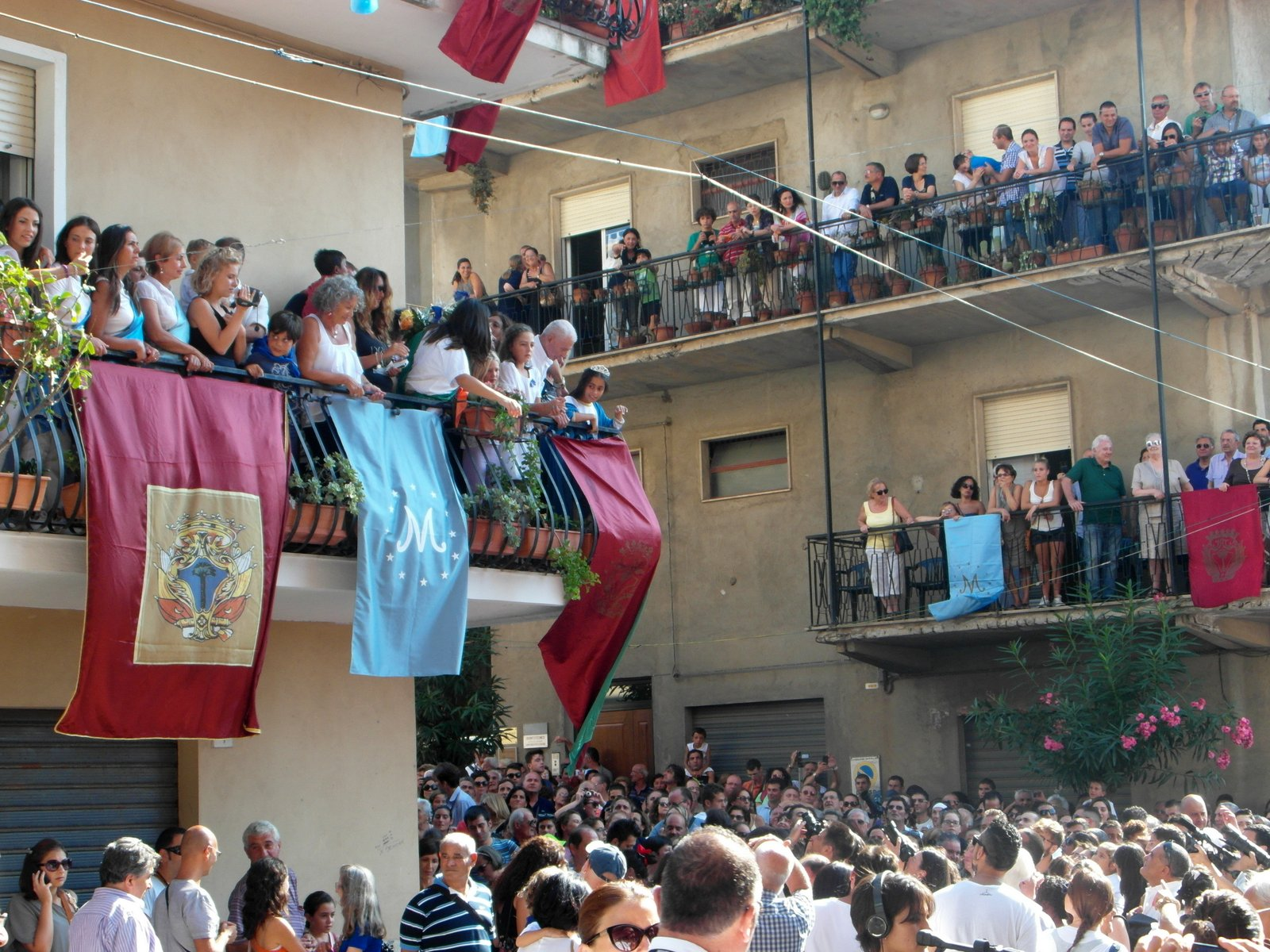
L'Animella affacciata dal balcone di casa Tigano prima di partecipare al corteo storico.

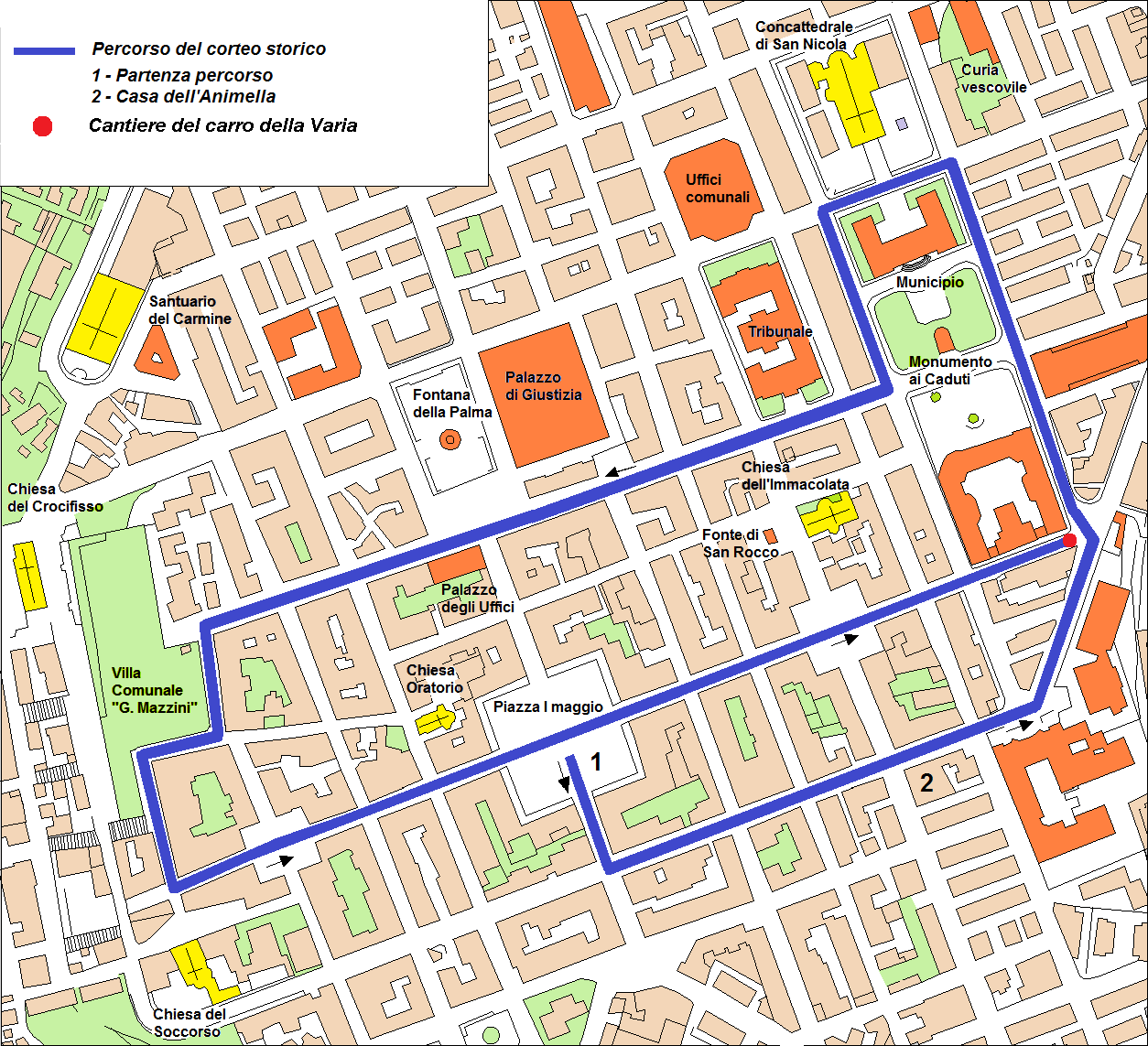
Percorso del Corteo Storico.

Gli eventi del pomeriggio iniziano con il corteo storico, che percorre le vie del centro storico partendo dalla piazza I Maggio, nella quale sono confluite in precedenza le varie componenti dello stesso corteo, avviandosi ognuna da un determinato luogo della città. Nel dettaglio i punti di raduno sono i seguenti:
- Le autorità civili e militari a Palazzo San Nicola, sede comunale;
- Il Sodalizio dei Portatori della Madonna della Sacra Lettera nella concattedrale di San Nicola;
- La corporazione degli Artigiani nella sede della Società Operaia di Mutuo Soccorso;
- La corporazione dei Bovari nella chiesa del Santissimo Crocifisso;
- La corporazione dei Carrettieri nella chiesa di Maria Santissima Immacolata e San Rocco;
- La corporazione dei Contadini nella chiesa di Maria Santissima del Rosario;
- La corporazione dei Marinai nella chiesa di Maria Santissima del Soccorso.

Il gruppo delle autorità civili è composto innanzitutto dal Comune di Palmi con gonfalone, e dai sindaci e gonfaloni delle città della Rete delle grandi macchine a spalla italiane (Nola, Sassari e Viterbo), delle città gemellate con Palmi (Varazze e Viareggio) e dei comuni del circondario di Palmi, oltre ai rappresentanti, anch'essi con gonfalone, della città metropolitana di Reggio Calabria e della Regione Calabria. Nell'edizione del 2014 l'invito venne esteso a tutti i sindaci della Calabria, nell'ottica di trasformazione della Varia in "festa della Calabria".
Il corteo storico dalla piazza I Maggio procede alla volta della casa dei Tigano, dove preleva l'Animella facendola salire sulla portantina, e prosegue prima verso la concattedrale, dove i figuranti ricevono una benedizione da parte dell'arcidiacono, e in seguito fino al carro votivo della Varia, nel quale ogni comparsa prende il proprio posto stabilito.

#### Il trasporto della Varia
(Antico detto palmese al passaggio della Varia)

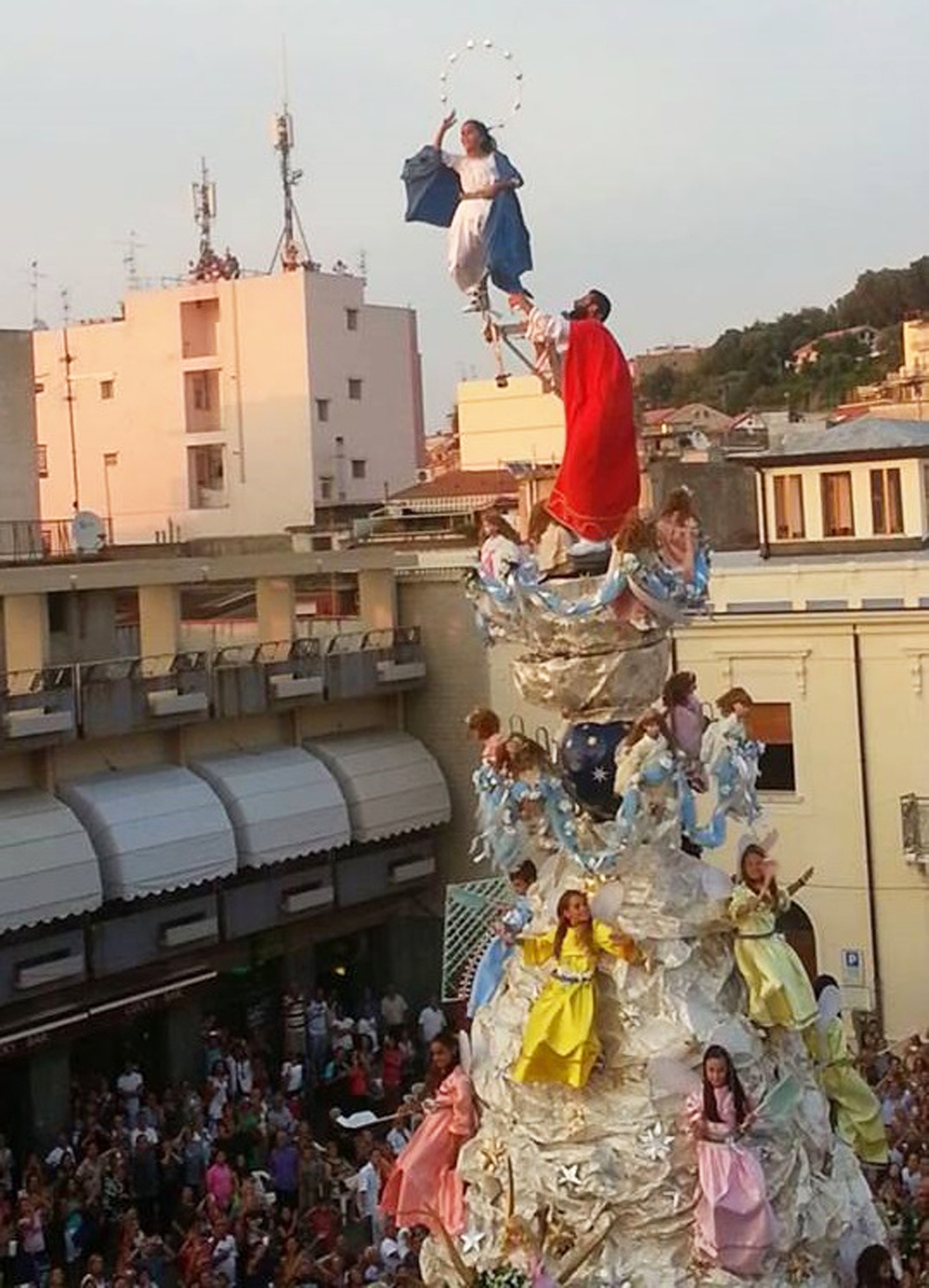
La Varia, nella parte alta, in piazza della Libertà.

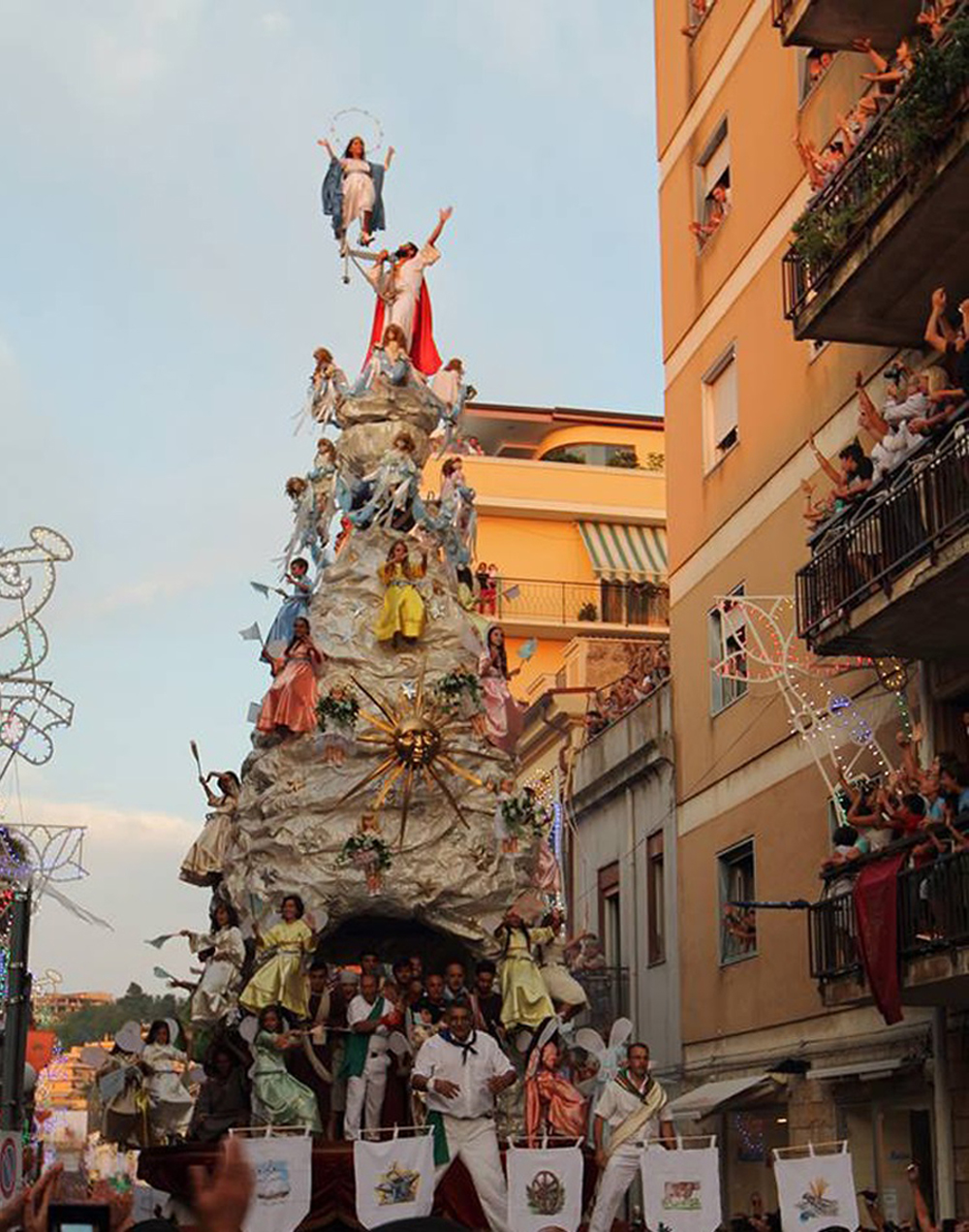
La Varia nel corso Giuseppe Garibaldi.

Il trasporto della Varia inizia alle ore 19:00 in punto quando viene data la «scasata», ovvero il segnale di partenza, con un tradizionale colpo di cannone. A sollevare e spingere il carro sacro lungo il selciato di granito del corso Giuseppe Garibaldi sono, come detto, i duecento 'mbuttaturi che spingono sotto le cinque travi di legno. Nello sforzo vengono aiutati dalla popolazione, che tira anch'essa tramite due lunghe corde protese davanti alla Varia. Durante tutto il trasporto del carro, l'Animella compie il gesto di impartire la benedizione «in nome della Madonna della Sacra Lettera».
Il tragitto del carro votivo consiste nel percorrere tutto il corso Giuseppe Garibaldi, fermare lo stesso alla fine della strada e ripartire, in direzione opposta, percorrendo nuovamente il corso Garibaldi fino alla piazza I Maggio, dove la macchina a spalla viene fermata definitivamente. Durante la sosta alla fine del corso, il Padreterno ha il compito di girare il bullone che ferma il seggiolino, per farlo ruotare in modo che l'Animella torni nuovamente con lo sguardo alla folla. La tradizione vuole che la Varia non si debba mai fermare per un'ulteriore sosta imprevista, in quanto la cosa sarebbe da interpretare come un segno che prevede conseguenze spiacevoli.
A conclusione del trasporto, l'Animella viene fatta scendere dal carro e fatta salire sulla portantina, per farle fare un giro trionfale della piazza tra la popolazione.

#### La conclusione della festa

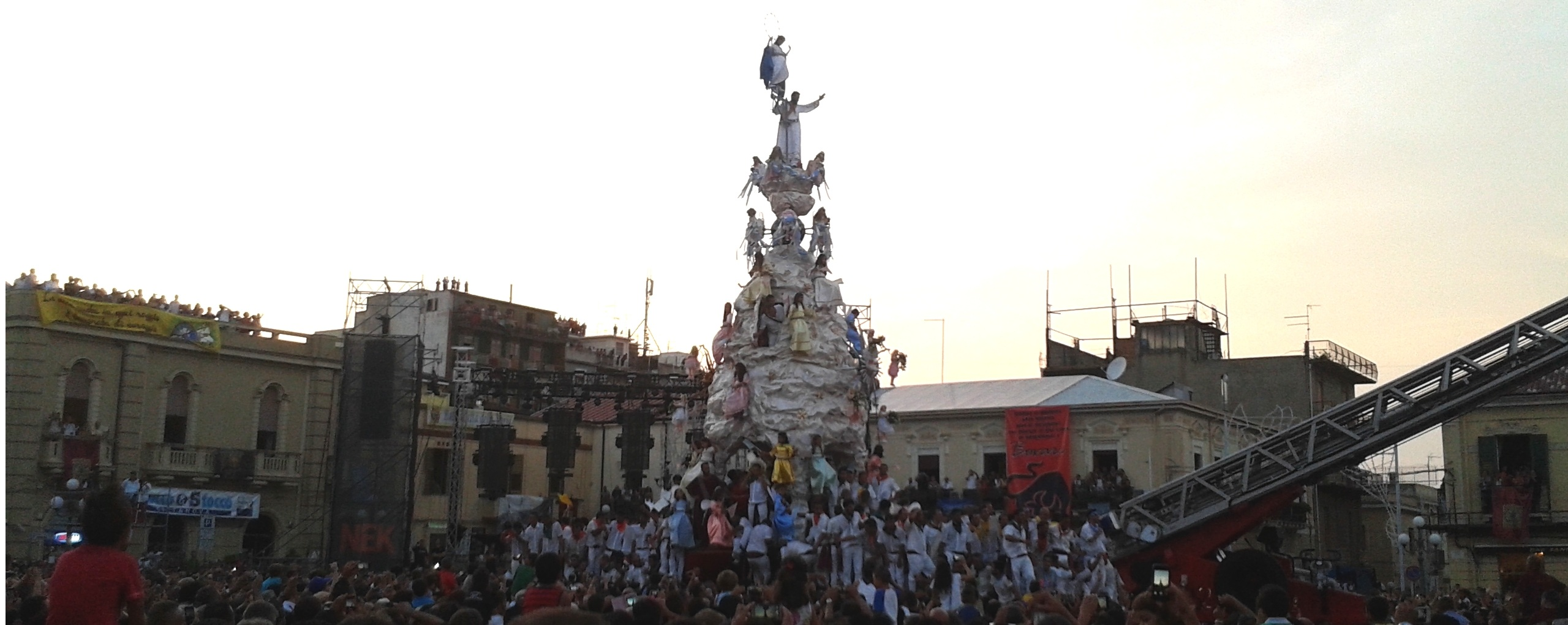
la Varia del 2013 all'arrivo in piazza I Maggio

La festa viene conclusa solitamente con un concerto musicale gratuito in piazza I Maggio e, al termine, con uno spettacolo pirotecnico.
Nelle ultime edizioni della festa si sono esibiti i seguenti artisti:
- 1996: Gli Stadio;
- 2000: Matia Bazar;
- 2005: Edoardo Bennato;[59]
- 2008: Tiromancino;[60]
- 2013: Nek.[61]
- 2014: Noa (il giorno precedente la Varia);[62]
- 2014: Alex Britti;[63]
- 2016: Moreno;[64]
- 2019: Luca Carboni (il giorno di elezione dell'Animella);[65]
- 2019: Mario Biondi.[66]
- 2023: Loredana Bertè
- 2024: Nina Zilli

## Riconoscimenti
Oltre al già citato inserimento nel 2013 della Rete delle grandi macchine a spalla italiane, della quale fa parte la Varia di Palmi, nella lista del Patrimonio orale e immateriale dell'umanità dell'UNESCO, la festa ha ottenuto nel tempo i seguenti riconoscimenti:
- Il 2 agosto 1997 l'Istituto Poligrafico e Zecca dello Stato emise un francobollo celebrativo della festa del valore di 800 lire;[13]
- Nel 2000 il Ministro delle finanze, con D.M. del 7 luglio 2000, istituì una lotteria nazionale del Gran Premio di Merano, della Regata Storica di Venezia, della Varia di Palmi, del Festival Jazz di Roccella Jonica e del Campionato europeo di trotto di Cesena;[67]
- Il 10 agosto 2005 le Poste Italiane hanno realizzato un annullo speciale filatelico celebrativo dell'evento;[68]
- Dall'8 luglio 2008 nel "Salone d'onore" del Museo nazionale delle arti e tradizioni popolari di Roma è presente un modello in scala della Varia di Palmi.[69] Donato dall'amministrazione comunale del tempo, l'opera venne realizzata dagli artisti locali Antonino Famà e Salvatore De Francia;
- La festa della Varia di Palmi è nell'elenco delle feste popolari italiane del sito dell'Istituto centrale per la demoetnoantropologia di Roma;[70]
- Il 25 luglio 2013 le Poste Italiane hanno realizzato tre annulli speciali filatelici celebrativi dell'evento. Il primo dedicato all'"Elezione dell'Animella" (18 agosto), il secondo all'"Elezione del Padreterno" (20 agosto) ed il terzo alla "scasata" (25 agosto).[71]

## La festa nei mass media
- Il 18 settembre 1938 la Varia venne raffigurata nella copertina de La Domenica del Corriere, con dipinto di Achille Beltrame;[12]
- Sempre nel 1938, l'Istituto Luce realizzò un documentario dal titolo «La festa della Madonna a Palmi con la tradizionale processione detta della Varia»;[72]
- Nel 1948 l'Istituto Luce realizzò un nuovo documentario dal titolo «Palmi: la processione della Varia»;[73];
- Nel 2005 il programma televisivo Gentes, trasmesso su Rete 4, ha mandato in onda il documentario dal titolo «La Varia di Palmi» con ospite, negli studi televisivi Mediaset, l'animella dell'edizione del 2005;[74]
- Nel 2017 il programma televisivo I viaggi del cuore, trasmesso su Rete 4, ha mandato in onda un servizio sulla Varia di Palmi.[75]

## Curiosità
- Un antico detto popolare della Calabria meridionale recita: «Li bellizzi su a lu Scigghju, janchi e russi a la Bagnara, li forzuti sunnu a Parmi chi si 'mbuttanu la Vara»[76] («Le bellezze sono a Scilla, bianchi e rossi a Bagnara Calabra, i forzuti sono a Palmi che trasportano la Varia»);
- In un articolo di Gian Antonio Stella, pubblicato sul Corriere della Sera il 24 dicembre 2008, l'autore cita «il Sacro Capello della Vergine Maria di Palmi» come esempio di sacralità.[77]
- Nel 2005 viene composta dalle band palmesi Bunarma e Ragainerba la canzone "Voliri Volari" che diverrà l'inno ufficiale della Festa della Varia.
- Nel 2013 viene composta e dedicata un'altra canzone alla Varia patrimonio UNESCO, dal titolo "Viva la Varia" dal cantautore palmese Pasquale Foti e la sua band Calabrisound. Verrà cantata dalla figlia Aurora Foti nella sera conclusiva della festa della Varia edizione 2013 in piazza Primo Maggio a Palmi. Il CD edito dal Titolo "Viva La Varia " in collaborazione con la Proloco Palmi e il beneplacito della Regione Calabria e il Comune di Palmi, che premierà Pasquale e Aurora Foti con una medaglia al merito artistico e il libro della Varia edizione speciale.

La canzone "Viva La Varia" è stata presentata sull'emittente locale calabrese TV LaC .

## Monumento alla Varia di Palmi
Il 1º agosto 2014 venne collocato nella rotatoria di piazzale Trodio un monumento dedicato alla Varia di Palmi. L'opera è una riproduzione in ferro del carro votivo della Varia, con altezza di circa 10 metri, realizzato da imprenditori locali in collaborazione con l'«Associazione Carlopolis», riprendendo un bozzetto donato da Maurizio Carnevali. Il monumento, al momento, è stato rimosso dalla rotatoria e attualmente si trova nei depositi della PPM (Piana Palmi Multiservizi).

### Esplicative
1. ↑  L.A. Muratori, "Annali d'Italia" 1570-1571.
2. ↑  Il testo del decreto è il seguente: Electa nuper ad universo Clero et Populo Palmarum Civitatis nuncupat., Dioecesis Mileten, B. M. V. sub titulo della Lettera in Patronam Principalem dictae Civit., et modo pro illius confirmatione Sec. Rit. Congr. humillime supplicantibus, Sac. cadem Rituum Congr., attento quod huiusmodi electio scr. scr., et ad formam Decreti Sa.me. Urbani Papae VIII. die 23 martii 1630 editi legitime facta fuerit, eamdemque approbavit et confirmavit, ipsique B. M. V. sic in Patronam Principalem electae praerogativas omnes Protectoribus Principalibus competentes, servatis tamen rubricis, attribuit atque concessit die 12 septembris 1733 - card. Zondadari P. Praef.
3. ↑  Papa Pio VI concesse per 8 giorni continui di ogni anno, da determinarsi con il proprio vescovo, l'indulgenza plenaria a tutti i fedeli che, confessati e comunicati, avessero visitato la chiesa Madre di Palmi. Il decreto del papa così recitava: Ad perpetuam rei memoriam, ad augendam fidelium religionem et animarum salutem coelestibus Ecclesiae thesauris pia charitate intente omnibus et singulis utriusque sexus Christi fidelibus vere poenitentibus et confitentibus ac sacra com.ne refectis, qui Ecclesiam Matricem nunc oppidi civitatis nunc di Palme, Mileten. dioecesis, in octo diebus continuis per Ordinarium designandis singulis annis devote visitaverint, et ibi pro christianorum principium concordia, hoeresum extirpatione ac S. Matris Ecclesiae exaltatione pias ad Deum preces effuderint, Plenarium spatio proedicti octidui per unumquemq. Christi fidelem semel tantum quolibet anno lucrifaciendum omnium peccatorum suorum Indulgentiam et remissionem misericorditer in Domino concedimus, in contrarium facientibus non obstantibus quibuscumq. p.ntibus perpetuis futuris temporibus valituris. Datum Romae apud S. Petrum sub anulo piscatoris die XXVI Januarii MDCCLXXVI. Pa.tus N.ri An.o Primo.

### Bibliografiche
1. 1 2 3 4   Articolo sulla Varia di Palmi, su magnagreciapievemanuele.it. URL consultato il 10 marzo 2013 (archiviato dall'url originale il 29 giugno 2013).
2. ↑   Cenni Storici - Il Sacro Capello, su lavaria.it. URL consultato il 2 agosto 2014 (archiviato dall'url originale il 13 ottobre 2013).
3. 1 2   Varia di Palmi 2013 - Giganti e Palio all'elezione dell'Animella e del Padreterno, su YouTube, 21 agosto 2013,  a 08 min 31 s. URL consultato il 2 agosto 2014.
4. ↑   Varia di Palmi - Il primo patrimonio immateriale dell'UNESCO calabrese, su calabriaportal.com. URL consultato il 2 agosto 2014.
5. 1 2  Lovecchio, pag. 34.
6. 1 2   Caligiuri scrive ai sindaci: “La Processione della Varia di Palmi festa della Calabria”, su cn24tv.it. URL consultato il 2 agosto 2014.
7. ↑   Feste delle grandi macchine a spalla, su Commissione Nazionale Italiana per l'UNESCO. URL consultato il 3 ottobre 2023 (archiviato il 23 settembre 2023).
8. ↑  (EN) Celebrations of big shoulder-borne processional structures, su UNESCO Intangible Cultural Heritage. URL consultato il 3 ottobre 2023 (archiviato il 20 agosto 2023).
9. ↑  (EN) Decision of the Intergovernmental Committee: 8.COM 8.16, su UNESCO Intangible Cultural Heritage, dicembre 2013. URL consultato il 3 ottobre 2023 (archiviato il 13 agosto 2023).
10. ↑  Guida Touring 2003, pag. 154.
11. 1 2 3 4 5 6 7 8 9 10 11 12 13   "Meraviglia Italiana" - La Varia di Palmi, su meravigliaitaliana.it. URL consultato il 12 aprile 2013 (archiviato dall'url originale il 10 giugno 2015).
12. 1 2  N. 38 - Anno 40 del 18 settembre 1938 - XVI
13. 1 2   Dettagli sul francobollo celebrativo della Varia di Palmi del 2 agosto 1997, su ibolli.it. URL consultato il 25 febbraio 2013.
14. ↑   Decreto del Ministro delle finanze del 30 dicembre 1999 [collegamento interrotto], su 62.152.114.134. URL consultato il 25 febbraio 2013.
15. ↑  Lovecchio, pag. 27.
16. 1 2 3  Lovecchio, pag. 28.
17. ↑  De Salvo, p. 172.
18. ↑   Storia della varia di Palmi, su web.tiscali.it. URL consultato il 25 febbraio 2013.
19. ↑  Lovecchio, pag. 46.
20. ↑  Lovecchio, pag. 31.
21. ↑  Guardata, pag. 36.
22. ↑   ISpeciale Varia di Palmi (PDF), in Imagora.it, luglio 2014. URL consultato il 29 agosto 2019 (archiviato dall'url originale il 1º marzo 2017).
23. ↑  Lovecchio, pagg. 54-55.
24. ↑   Racconto del terremoto del 1908, su arteculturafotoin.it. URL consultato il 30 aprile 2013 (archiviato dall'url originale il 3 dicembre 2013).
25. ↑   Protocollo d'intesa comuni di Palmi, Viterbo, Nola, Gubbio e Sassari (PDF), su conteanolana.it. URL consultato il 23 marzo 2013 (archiviato dall'url originale il 4 ottobre 2013).
26. ↑   I firmatari della candidatura della Varia di Palmi a Patrimonio dell'Umanità., su archiviodistatoreggiocalabria.beniculturali.it. URL consultato il 1º ottobre 2013 (archiviato dall'url originale il 4 ottobre 2013).
27. ↑   Palmi, avviata candidatura Varia a patrimonio mondiale Unesco, su rivistasitiunesco.it. URL consultato il 1º ottobre 2013 (archiviato dall'url originale il 5 ottobre 2013).
28. ↑   Varia 2013, evento a Palmi: 180.000 gli spettatori, su calabria.weboggi.it. URL consultato il 1º ottobre 2013 (archiviato dall'url originale il 4 ottobre 2013).
29. ↑   Adnkronos "Da Santa Rosa a Varia di Palmi, 'macchine a spalla' patrimonio dell'umanità", su adnkronos.com. URL consultato il 7 dicembre 2013.
30. ↑   Varia di Palmi, tra poche ore il nome della nuova “animella”, su chiesacalabra.wordpress.com. URL consultato il 23 settembre 2020.
31. ↑   TUTTO PRONTO A PALMI PER LA VARIA DEL GIUBILEO – PATRIMONIO DELL’UNESCO. ECCO IL PIANO DI EMERGENZA E VIABILITA’, su calabriawebtv.it. URL consultato il 23 settembre 2020.
32. ↑   LA VARIA DI PALMI 2019 - Patrimonio dell'Unesco 10-25 Agosto 2019, su comune.palmi.rc.it. URL consultato il 23 settembre 2020.
33. 1 2 3   Argentiere PC (1774), Manta della Madonna della Lettera, su beweb.chiesacattolica.it. URL consultato il 28 giugno 2019.
34. 1 2 3 4 5  Lovecchio, pag. 33.
35. ↑   Chiesa di San Nicola vescovo <Palmi>, su Le chiese delle diocesi italiane, Conferenza Episcopale Italiana. URL consultato il 18 settembre 2016.
36. ↑   Scuola siciliana sec. XVIII, Madonna della Lettera, su beweb.chiesacattolica.it. URL consultato il 15 aprile 2019.
37. 1 2 3 4  Giuseppe Cricrì, pag. 34-35.
38. 1 2 3 4 5  AA.VV., pag. 63-65.
39. ↑   R18 - 00133922, su paci.iccd.beniculturali.it. URL consultato il 28 giugno 2019.
40. ↑   Sodalizio Portatori della Madonna della Sacra Lettera, su iccd.beniculturali.it. URL consultato il 21 novembre 2014 (archiviato dall'url originale il 21 novembre 2014).
41. ↑   www.maridelsud.com Tradizioni religiose calabresi: Palmi, su maridelsud.com. URL consultato il 10 marzo 2013 (archiviato dall'url originale il 4 luglio 2008).
42. ↑   Foto del veliero in processione, su sosed.eu. URL consultato il 10 marzo 2013.
43. ↑   Articolo sulla Varia di Palmi, edizione 2008, su arteculturafotoin.it. URL consultato il 10 marzo 2013 (archiviato dall'url originale il 27 agosto 2013).
44. 1 2 3 4 5 6   Descrizione della Varia di Palmi, su comune.palmi.rc.it. URL consultato il 7 marzo 2013.
45. ↑  Lovecchio, pag. 36.
46. 1 2 3 4 5 6 7 8 9 10 11 12  Lovecchio, pagg. 38-39.
47. 1 2 3 4  Lovecchio, pagg. 39-40.
48. ↑   M. Malara, Vocabolario dialettale, calabro-reggino-italiano. p. 246., su archive.org.
49. ↑   PALMI (RC). L'associazione 'MBUTTATURI sulla Varia, su zoomsud.it. URL consultato il 7 marzo 2013 (archiviato dall'url originale il 12 ottobre 2013).
50. ↑   Reggio C. - I "Carrettieri" prendono le redini della Varia [collegamento interrotto], su Gazzetta del Sud - Online. URL consultato il 7 marzo 2013.
51. 1 2 3 4 5 6 7 8 9 10 11 12 13 14 15 16   Programma tradizionale della Varia, su web.tiscali.it. URL consultato il 12 aprile 2013 (archiviato dall'url originale il 5 ottobre 2013).
52. ↑  Leopardi, pag. 149.
53. ↑   "Maris" - Tradizioni della Calabria, su mariscalabria.it. URL consultato il 12 aprile 2013 (archiviato dall'url originale il 5 ottobre 2013).
54. 1 2 3   La rievocazione storica dell'arrivo del Sacro Capello, su lavaria.it. URL consultato l'11 ottobre 2013 (archiviato dall'url originale il 12 ottobre 2013).
55. ↑  Silvio Mesiti, pag. 26.
56. ↑  Lacquaniti, La "Varia" di Palmi: Origine e significato di una caratteristica festa religiosa.
57. ↑   Varazze a Palmi per la festa della Varia, su rsvn.it. URL consultato il 4 marzo 2014 (archiviato dall'url originale il 21 agosto 2014).
58. 1 2 3   "La Piana, Palmi, La Varia", su arteculturafotoin.it. URL consultato il 13 aprile 2013 (archiviato dall'url originale il 27 agosto 2013).
59. ↑   Musica: in 40mila a Palmi per Edoardo Bennato, su adnkronos.com. URL consultato il 28 settembre 2013.
60. ↑   Scheda del concerto dei Tiromancino, su savethedate.it. URL consultato il 28 settembre 2013.
61. ↑   Nek Tour 2013, su modenaonline.info. URL consultato il 28 settembre 2013 (archiviato dall'url originale il 30 settembre 2013).
62. ↑   Bagno di folla per Noa e Britti alla Varia 2014, su calabriapage.it. URL consultato il 13 luglio 2019.
63. ↑   Alex Britti il 31 agosto a Palmi, su assomusica.org. URL consultato il 13 luglio 2019.
64. ↑   Palmi Varia del Giubileo 2016. Concerto live Studio54, su studio54network.it. URL consultato il 13 luglio 2019.
65. ↑   Luca Carboni 18 agosto Palmi, su live.essemmemusica.it. URL consultato il 13 luglio 2019.
66. ↑   Mario Biondi 25 agosto Palmi, su live.essemmemusica.it. URL consultato il 13 luglio 2019 (archiviato dall'url originale il 13 luglio 2019).
67. ↑   Testo del D.M. 7 luglio 2000, su gazzette.comune.jesi.an.it. URL consultato il 25 settembre 2013.
68. ↑   Annulli filatelici del 10 agosto 2005, su fsfi.it. URL consultato il 25 febbraio 2013.
69. ↑   Modello della Varia di Palmi nel "Salone d'onore" del museo, su idea.mat.beniculturali.it. URL consultato il 25 settembre 2013 (archiviato dall'url originale il 27 settembre 2013).
70. ↑   IDEA - Madonna della Lettera a Palmi [collegamento interrotto], su idea.mat.beniculturali.it. URL consultato il 25 settembre 2013.
71. ↑   Annulli filatelici del 25 luglio 2013, su fsfi.it. URL consultato il 25 settembre 2013.
72. ↑   Documentario dell'Istituto Luce sulla festa del 1938, su archivioluce.com. URL consultato il 25 settembre 2013 (archiviato dall'url originale il 27 settembre 2013).
73. ↑   Documentario dell'Istituto Luce sulla festa del 1948, su archivioluce.com. URL consultato il 25 settembre 2013 (archiviato dall'url originale il 27 settembre 2013).
74. ↑   La Varia di Palmi, su YouTube, 24 agosto 2011,  a 00 min 00 s. URL consultato il 14 giugno 2020.
75. ↑   La varia di Palmi, su mediasetplay.mediaset.it. URL consultato il 14 giugno 2020.
76. ↑   Eccellenze Calabresi - La Rete del "Made in Calabria", su eccellenzecalabresi.it. URL consultato il 13 aprile 2013 (archiviato dall'url originale il 14 settembre 2015).
77. ↑   Articolo di Gian Antonio Stella sul Corriere della Sera, su archiviostorico.corriere.it. URL consultato il 10 marzo 2013 (archiviato dall'url originale il 16 giugno 2013).
78. ↑   Domani apertura dei festeggiamenti per la processione della "Varia" di Palmi, su regione.calabria.it. URL consultato il 3 agosto 2014 (archiviato dall'url originale l'8 agosto 2014).
79. 1 2   Cultura: Palmi, al via festeggiamenti per la processione della 'Varia', su liberoquotidiano.it. URL consultato il 3 agosto 2014 (archiviato dall'url originale l'8 agosto 2014).